# Lijst van personen overleden in 1948
Dit is een lijst van personen die zijn overleden in 1948.

## Januari

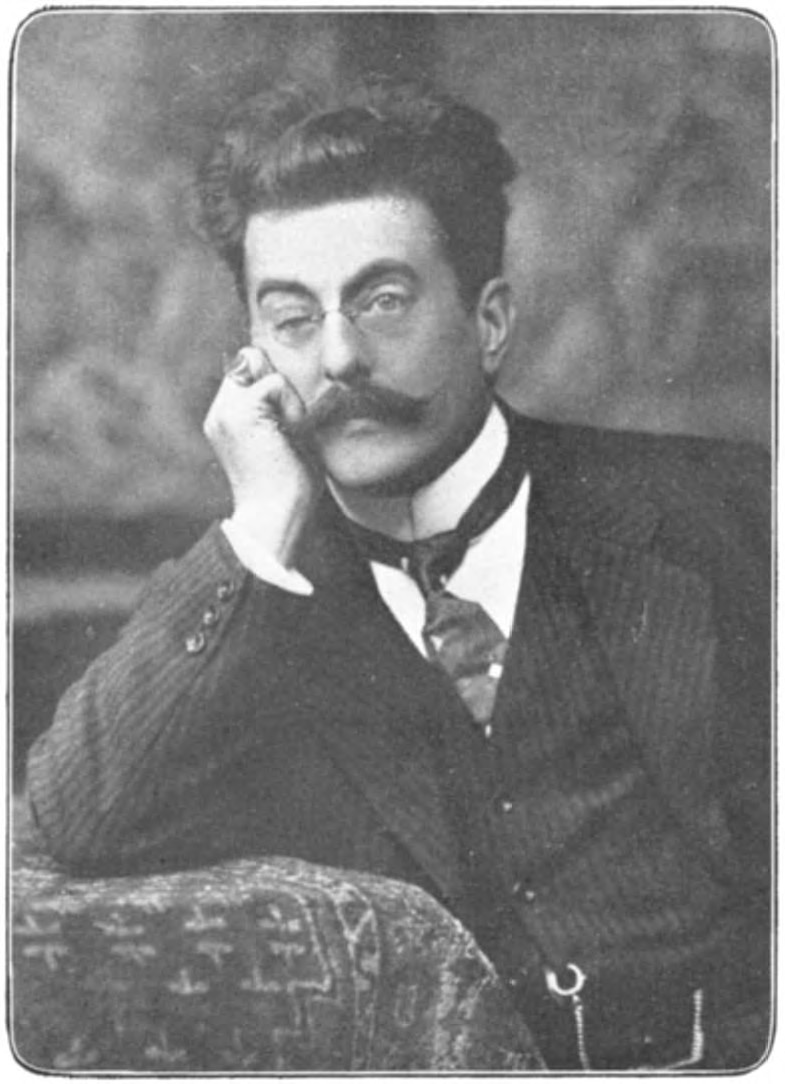
Willem Landré
1 januari

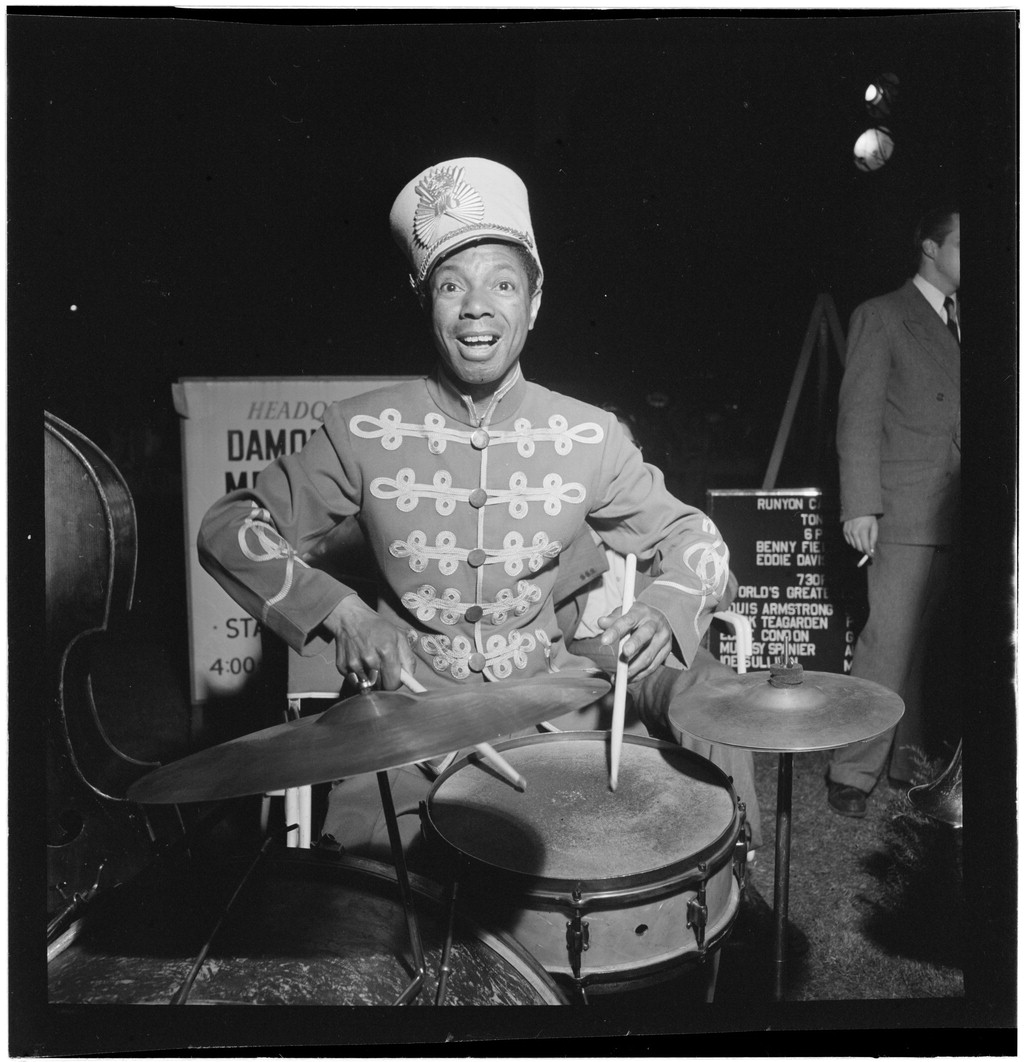
Kaiser Marshall
3 januari

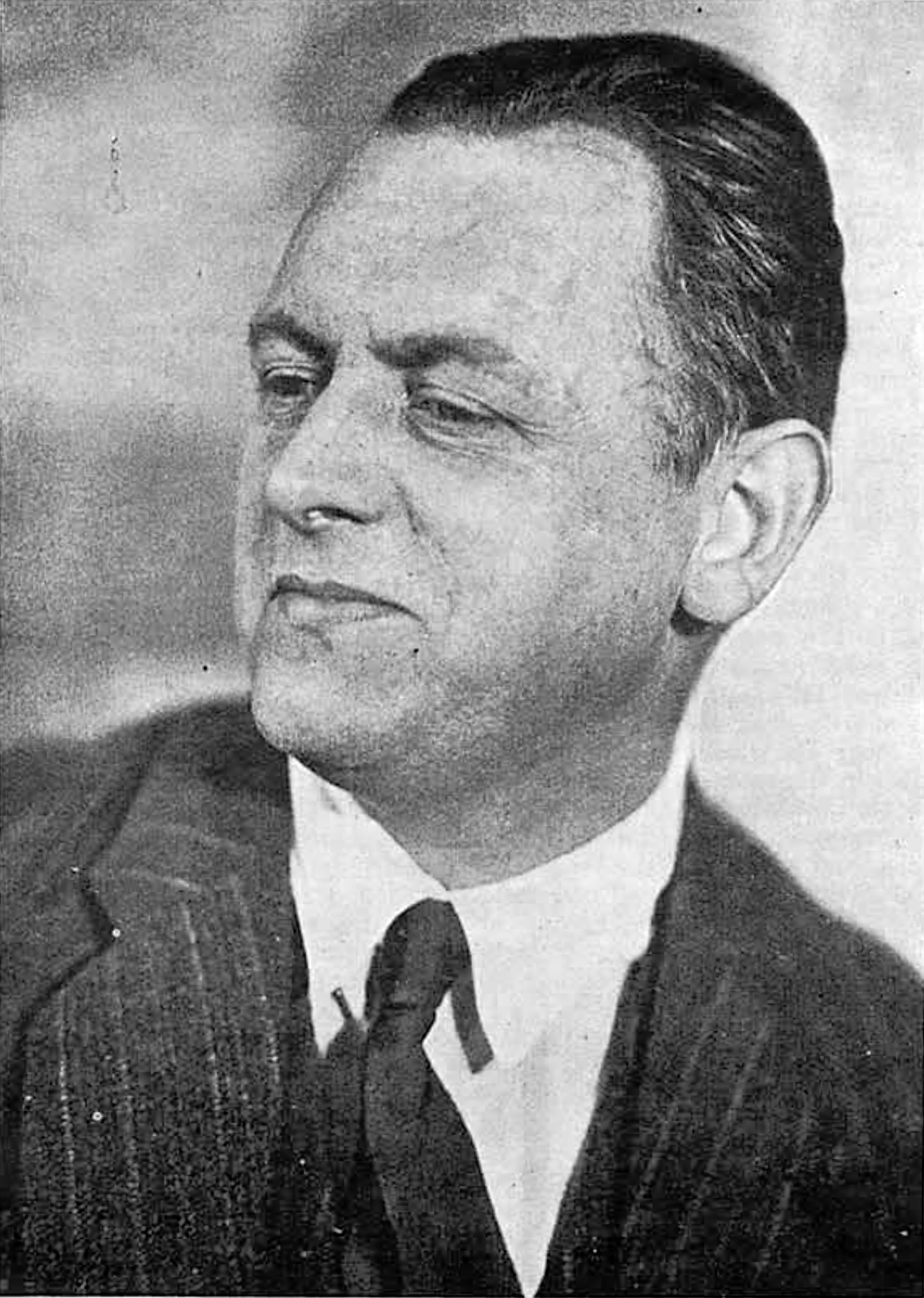
Kurt Schwitters
8 januari

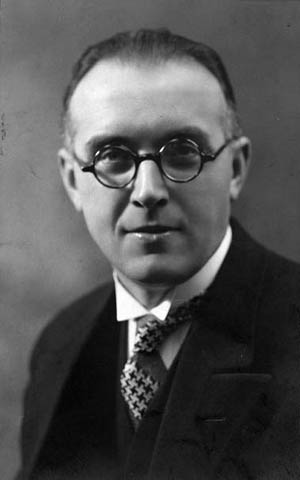
Jozef Simons
20 januari

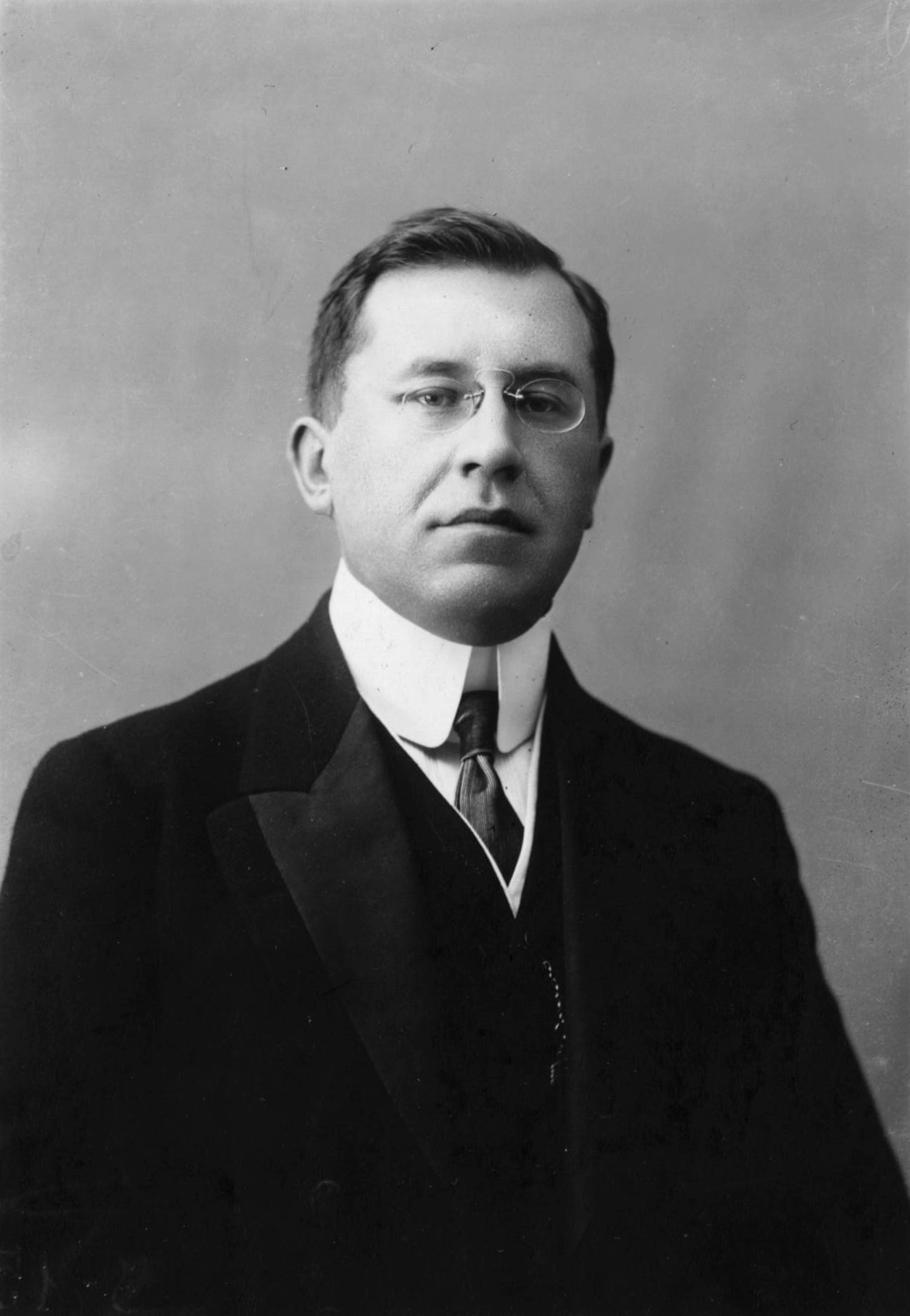
Aleksandr Konovalov
28 januari

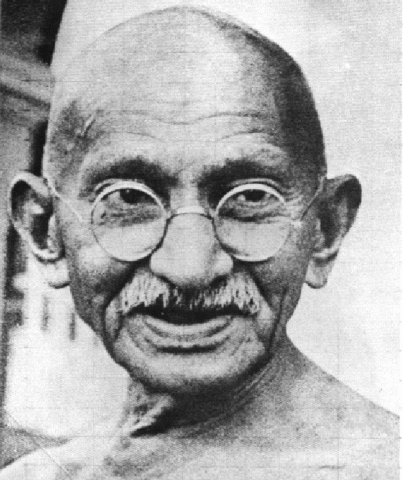
Mahatma Gandhi
30 januari

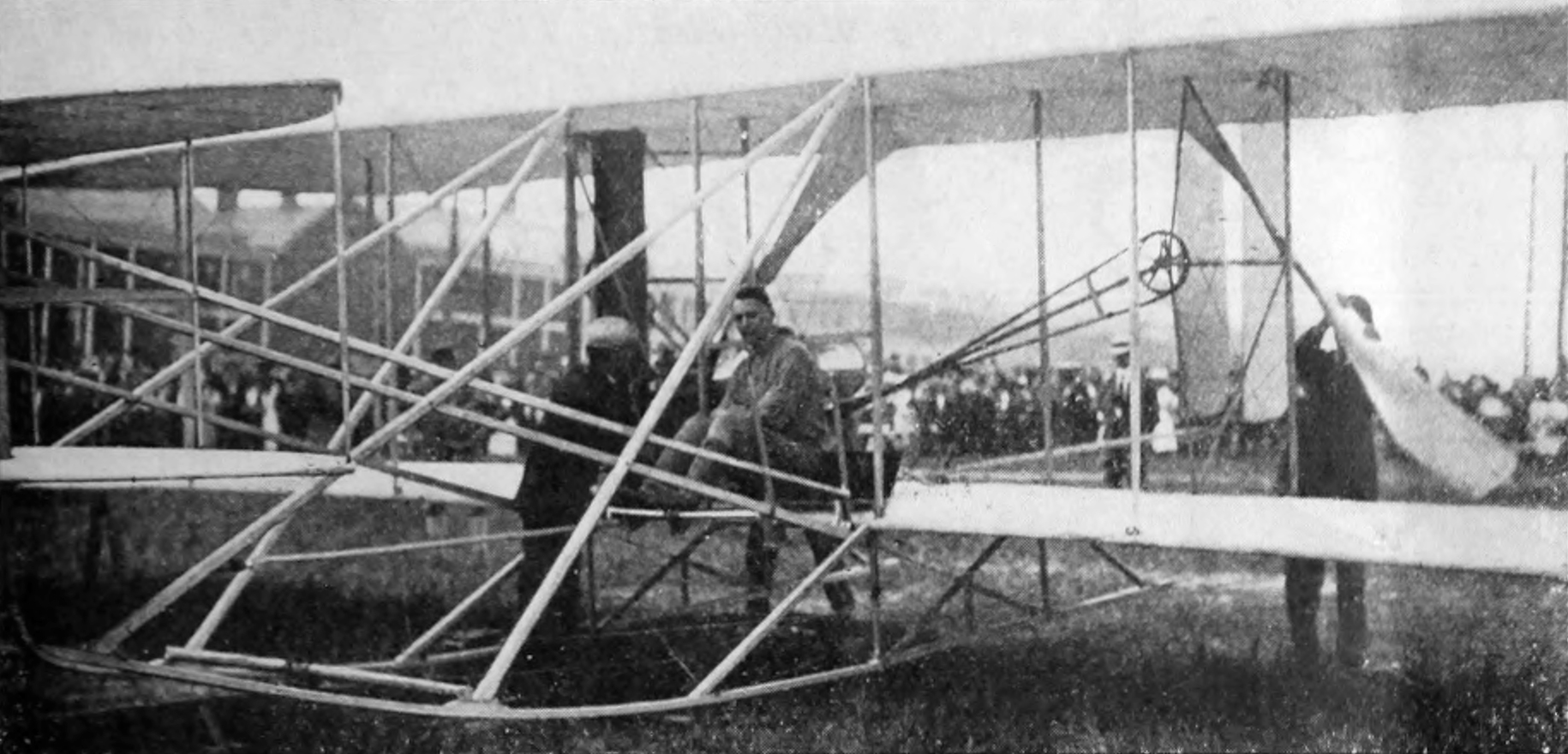
Orville Wright
30 januari

| 1 | 2 | 3 | 4 | 5 | 6 | 7 | 8 | 9 | 10 | 11 | 12 | 13 | 14 | 15 | 16 | 17 | 18 | 19 | 20 | 21 | 22 | 23 | 24 | 25 | 26 | 27 | 28 | 29 | 30 | 31 |
| - | - | - | - | - | - | - | - | - | -- | -- | -- | -- | -- | -- | -- | -- | -- | -- | -- | -- | -- | -- | -- | -- | -- | -- | -- | -- | -- | -- |

### 1 januari
- Willem Landré (73), Nederlands componist

### 2 januari
- Hans Ruckstuhl (79), Zwitsers politicus

### 3 januari
- Kaiser Marshall (48), Amerikaans jazzmusicus

### 5 januari
- Mary Harrison (89), Amerikaans presidentsvrouw

### 6 januari
- Henri Renier (69), Belgisch politicus

### 8 januari
- Kurt Schwitters (60), Duits kunstenaar en dichter
- Richard Tauber (56), Oostenrijks zanger

### 13 januari
- Solomon Michoëls (57), Russisch acteur

### 14 januari
- Ans van Dijk (42), Nederlands collaborateur

### 15 januari
- Else Lüders (74), Duits feminist en politicus
- Pieter Lucas Marnette (60), Nederlands architect

### 16 januari
- Willem Zijphrid van Teylingen (76), Nederlands burgemeester

### 17 januari
- José María Maytorena (80), Mexicaans politicus en militair
- Ludwik Silberstein (75), Amerikaans natuurkundige
- Fernand Van den Corput (75), Belgisch politicus

### 18 januari
- Leopold Gillon (79), Belgisch burgemeester

### 19 januari
- Emile Dumon (85), Belgisch arts en activist

### 20 januari
- Laurie Auchterlonie (79), Brits golfspeler
- Jozef Simons (59), Belgisch schrijver en dichter

### 21 januari
- Frans Alfons Dirickx (47), Belgisch journalist
- Ermanno Wolf-Ferrari (72), Italiaans operacomponist

### 24 januari
- Chris Lanooy (66), Nederlands keramist
- Arthur Liebehenschel (46), Duits oorlogsmisdadiger
- Theresa Brandl (45), Duits oorlogsmisdadigster

### 26 januari
- Thomas Theodor Heine (80), Duits kunstschilder, tekenaar en satiricus

### 28 januari
- Paul Götze (44), Duits oorlogsmisdadiger
- Aleksandr Konovalov (72), Russisch politicus
- Joseph de Lange (64), Nederlands architect

### 29 januari
- Tomislav II (47), koning van Kroatië

### 30 januari
- Mahatma Gandhi (78), Indiaas politicus
- Orville Wright (76), Amerikaans vliegtuigpionier

### 31 januari
- Franz Bartisch (50), Oostenrijks ingenieur
- Etha Fles (90), Nederlands schrijfster en kunstenares
- Marie Louise van Hannover-Cumberland (68), lid Duitse adel

## Februari

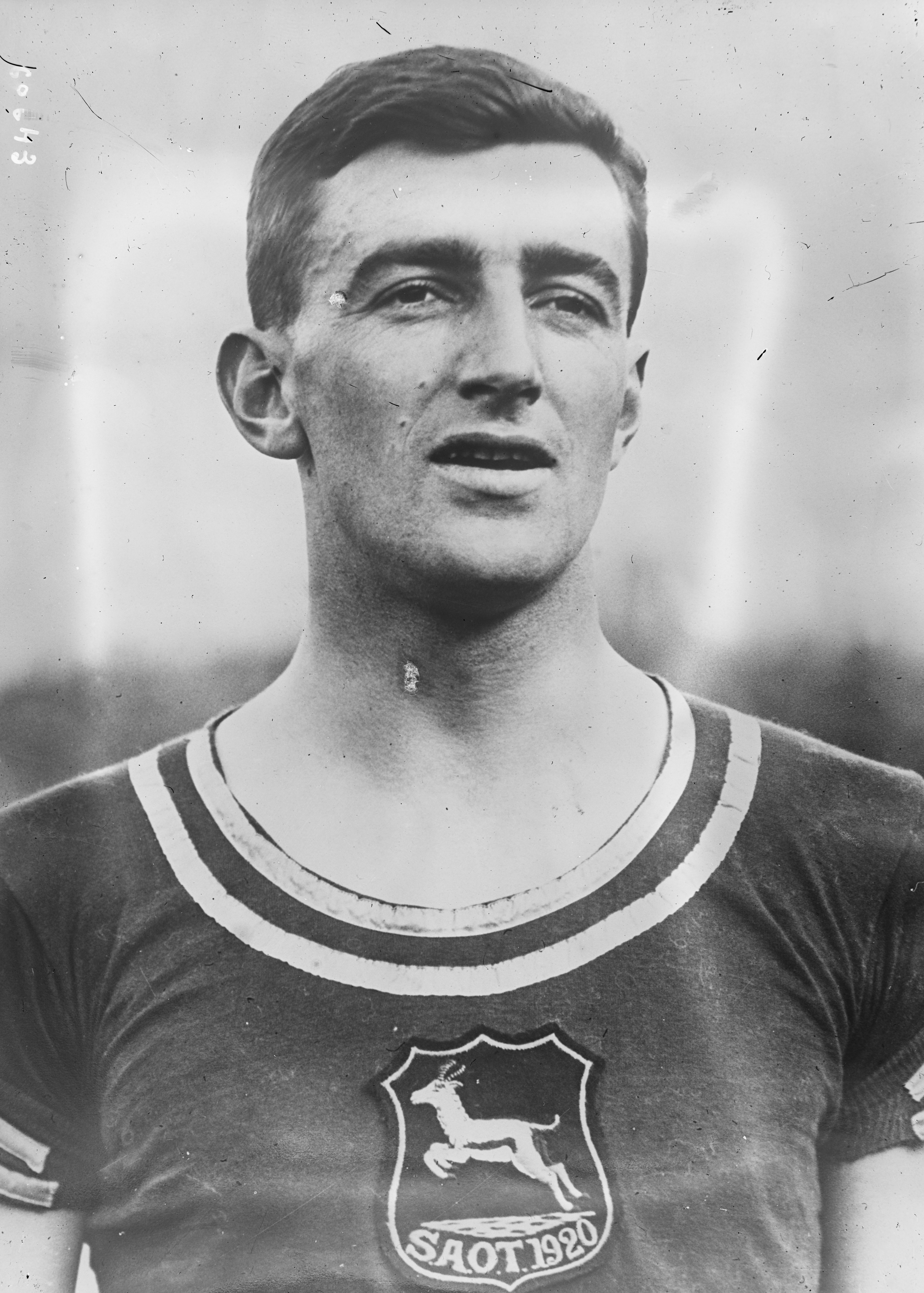
Bevil Rudd
2 februari

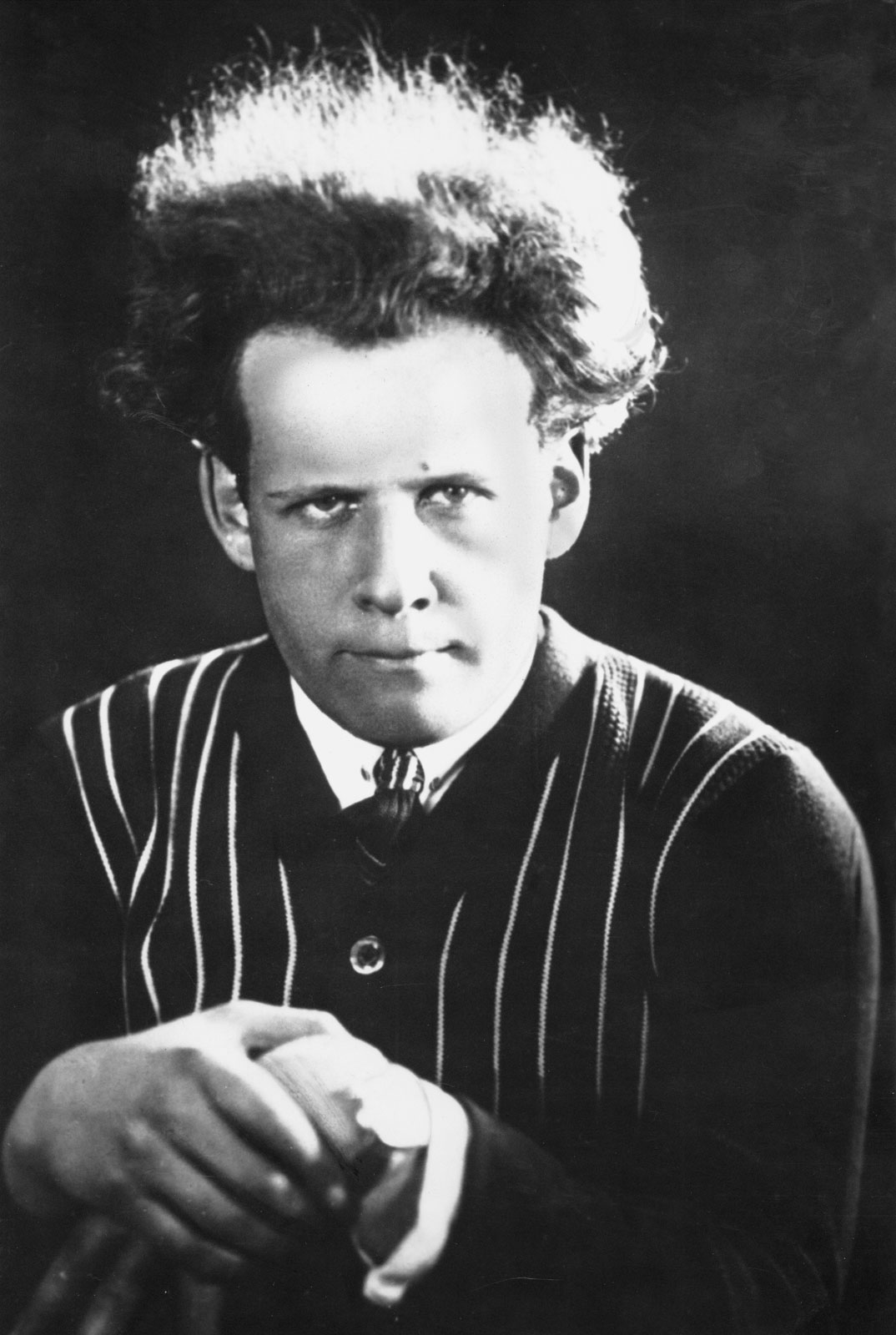
Sergej Eisenstein
11 februari

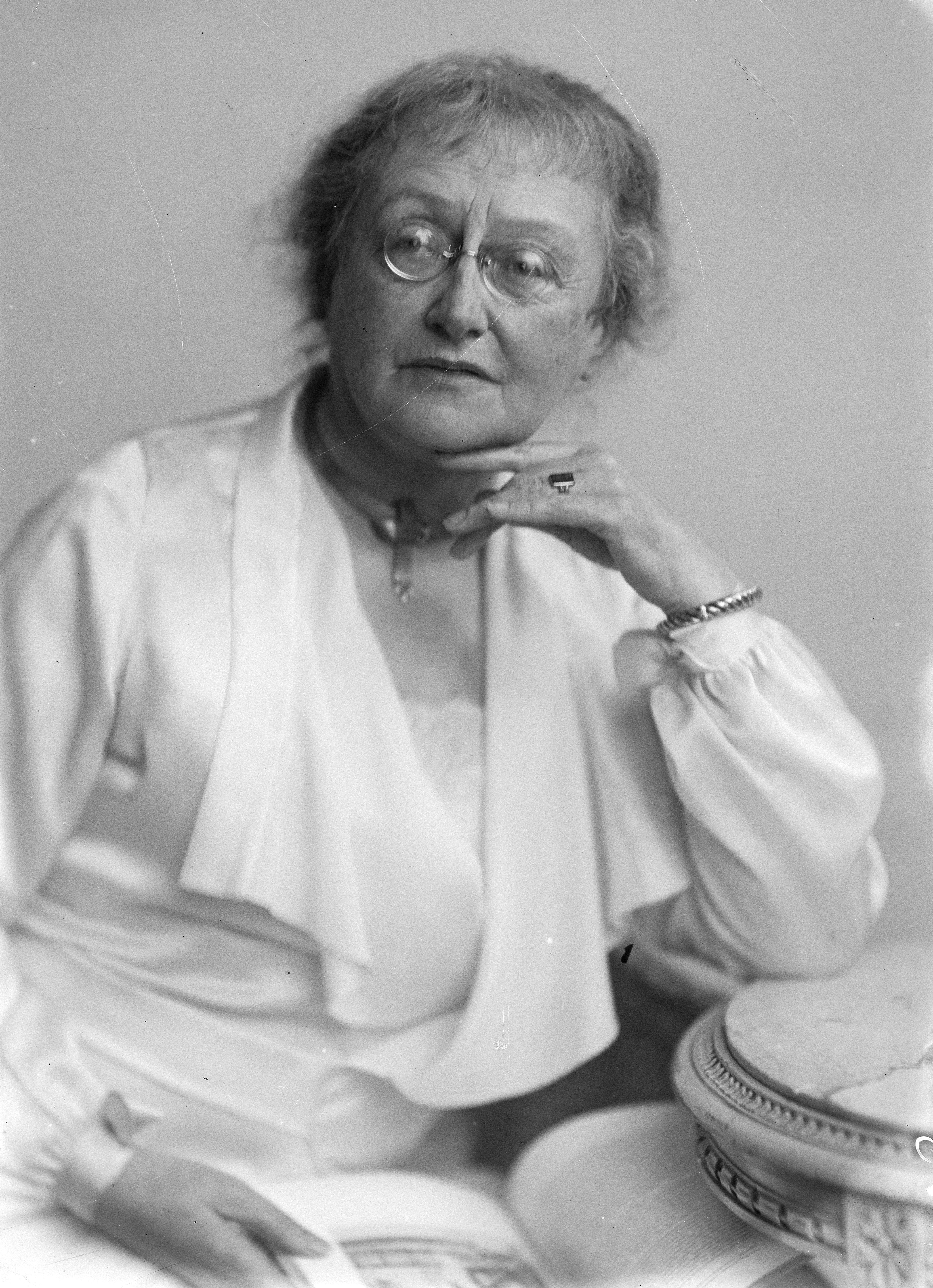
Elisabeth Boddaert
22 februari

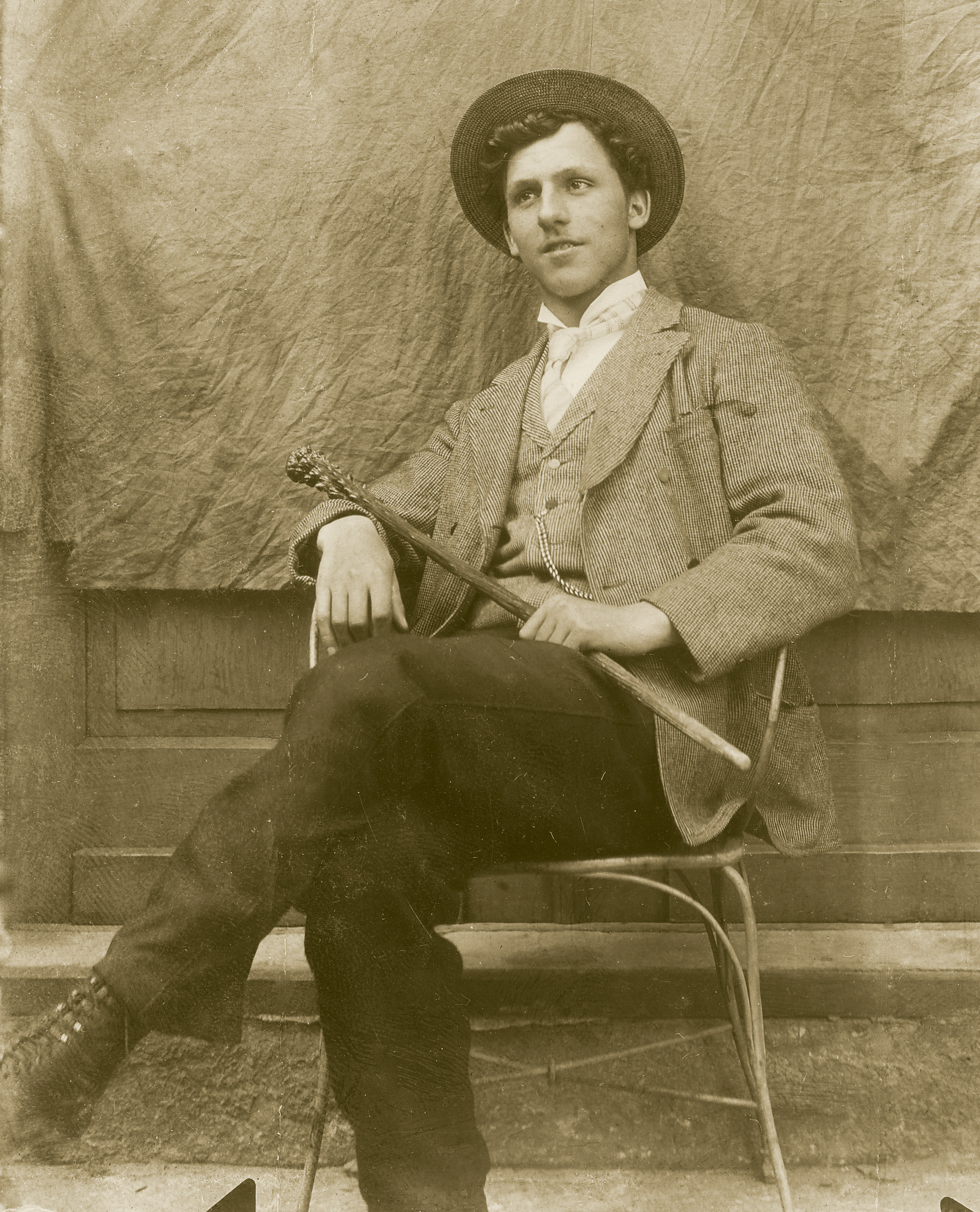
Emil Julius Epple
25 februari

| 1 | 2 | 3 | 4 | 5 | 6 | 7 | 8 | 9 | 10 | 11 | 12 | 13 | 14 | 15 | 16 | 17 | 18 | 19 | 20 | 21 | 22 | 23 | 24 | 25 | 26 | 27 | 28 | 29 |
| - | - | - | - | - | - | - | - | - | -- | -- | -- | -- | -- | -- | -- | -- | -- | -- | -- | -- | -- | -- | -- | -- | -- | -- | -- | -- |

### 2 februari
- Bevil Rudd (53), Zuid-Afrikaans atleet
- Hildegarde Maria van Beieren (66), lid Duitse adel
- Jef Hinderdael (70), Belgisch schrijver en uitgever

### 5 februari
- Johannes Blaskowitz (64), Duits militair
- George van Tets van Goudriaan (65), Nederlands ambtenaar

### 6 februari
- Sidney Arodin (46), Amerikaans jazzklarinettist

### 7 februari
- Poul Heegaard (76), Deens wiskundige

### 8 februari
- Samuel Prescott Bush (84), Amerikaans ondernemer

### 9 februari
- Jan Prins (72), Nederlands dichter en vertaler
- Karl Valentin (65), Duits acteur en schrijver

### 10 februari
- Elisabeth Everts (27), Nederlands pianist

### 11 februari
- Sergej Eisenstein (50), Russisch filmregisseur

### 14 februari
- Joseph Van Daele (58), Belgisch wielrenner

### 16 februari
- István Barta (52), Hongaars waterpolospeler
- Gennaro Granito Pignatelli di Belmonte (96), Italiaans kardinaal

### 17 februari
- Jacques Hoogveld (63), Nederlands atleet

### 18 februari
- Helena van Waldeck-Pyrmont (48), lid Duitse adel

### 19 februari
- Freddie Langeler (48), Nederlands illustratrice en tekstschrijfster

### 20 februari
- Maurice Brocas (55), Belgisch kunstschilder

### 22 februari
- Elisabeth Boddaert (81), Nederlands bestuurster

### 24 februari
- Ernest Van der Hallen (49), Belgisch schrijver

### 25 februari
- Alexander Du Toit (69), Zuid-Afrikaans geoloog
- Emil Julius Epple (70), Duits kunstenaar
- Juan Esteban Montero Rodríguez (69), president van Chili

### 27 februari
- Nicodim Munteanu (83), Roemeens-orthodox kerkleider
- Oscar Verpoorten (52), Belgisch kunstenaar

### 28 februari
- Rob Aernout (36), Nederlands militair

## Maart

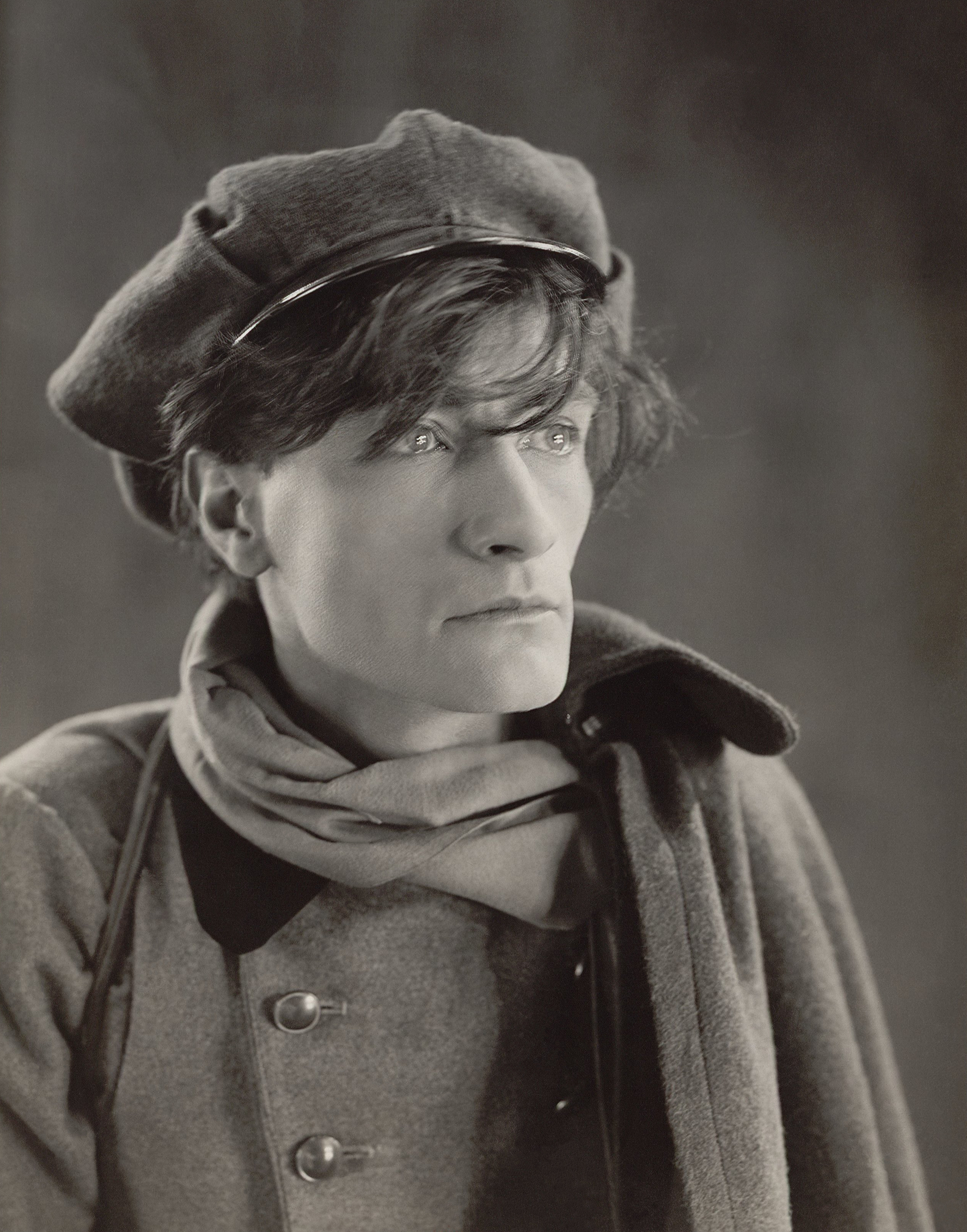
Antonin Artaud
4 maart

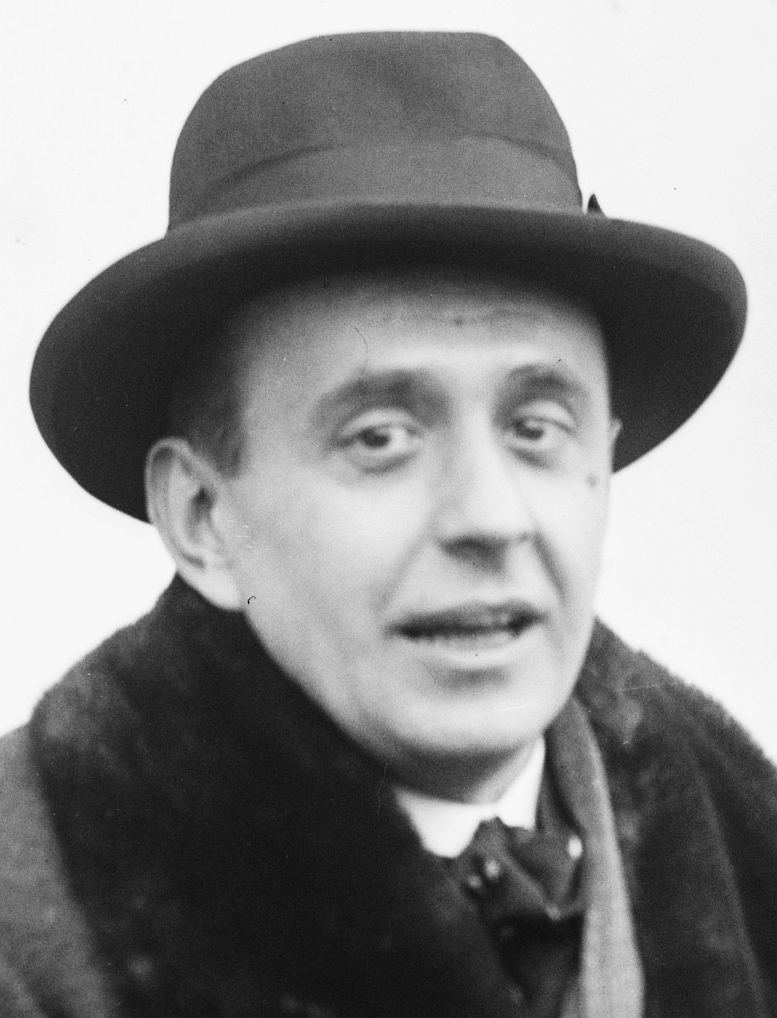
Jan Masaryk
10 maart

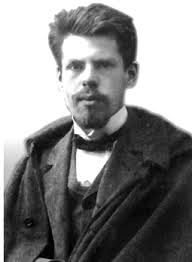
Eugen Sloetski
10 maart

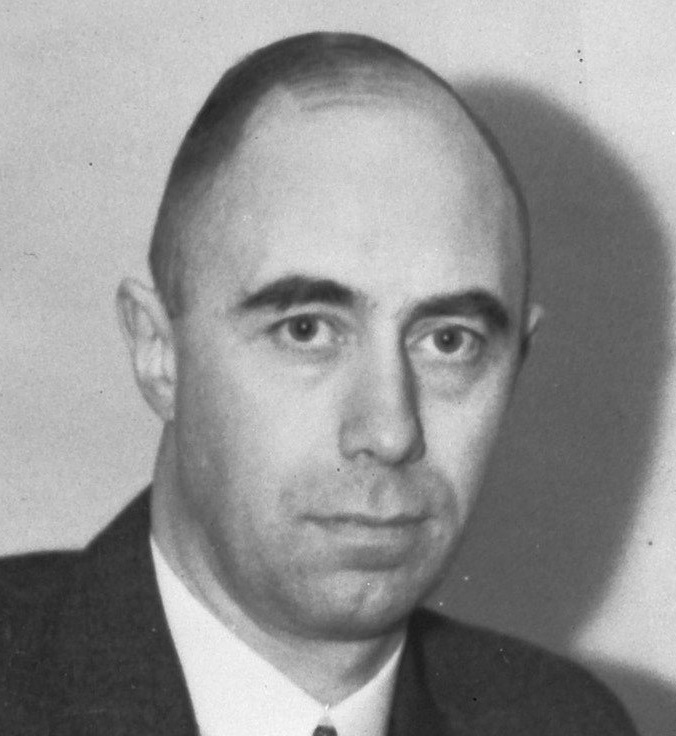
Gerardus Huysmans
18 maart

| 1 | 2 | 3 | 4 | 5 | 6 | 7 | 8 | 9 | 10 | 11 | 12 | 13 | 14 | 15 | 16 | 17 | 18 | 19 | 20 | 21 | 22 | 23 | 24 | 25 | 26 | 27 | 28 | 29 | 30 | 31 |
| - | - | - | - | - | - | - | - | - | -- | -- | -- | -- | -- | -- | -- | -- | -- | -- | -- | -- | -- | -- | -- | -- | -- | -- | -- | -- | -- | -- |

### 1 maart
- Vernon L. Walker (53), Amerikaans cameraman

### 2 maart
- Adam Scharrer (58), Duits schrijver

### 3 maart
- Eldert Johannes van Det (84), Nederlands onderwijsbestuurder

### 4 maart
- Antonin Artaud (51), Frans toneelschrijver en acteur

### 5 maart
- Jac. van den Bosch (80), Nederlands ontwerper

### 8 maart
- Hulusi Behçet (59), Turks medicus
- Seraphine Levenbach-Asscher (82), Nederlands bestuurster

### 9 maart
- Edgar de Wahl (80), Estisch taalkundige

### 10 maart
- Zelda Fitzgerald (47), Amerikaans kunstenaar en schrijfster
- Jan Masaryk (61), Tsjecho-Slowaaks politicus
- Eugen Sloetski (67), Russisch wiskundige
- Petrus Verriet (67), Nederlands geestelijke

### 12 maart
- Gerrit Hendrik van Mourik Broekman (72), Nederlands waterbouwkundige

### 13 maart
- Helena Victoria van Sleeswijk-Holstein (77), lid Britse koninklijke familie

### 15 maart
- Mary Tourtel (74), Brits schrijfster

### 16 maart
- Siegfried Fehmer (37), Duits oorlogsmisdadiger

### 17 maart
- Karel Anděl (62), Tsjecho-Slowaakse astronoom

### 18 maart
- Herman Heijenbrock (76), Nederlands kunstschilder
- Gerardus Huysmans (45), Nederlands politicus

### 22 maart
- Gijsbert Weijer Jan Bruins (64), Nederlands econoom en onderwijsbestuurder
- Lincoln Stedman (40), Amerikaans acteur

### 23 maart
- Nikolaj Berdjajev (73), Russisch filosoof

### 27 maart
- Karel Candael (64), Belgisch componist
- Lucas Jonker (74), Nederlands schrijver

### 28 maart
- Odo Casel (61), Duits geestelijke
- Joseph Sebrechts (63), Belgisch medicus

### 29 maart
- Henriëtte van België (77), lid Belgische koningshuis
- Jacob Rotgans (89), Nederlands medicus
- Gerrit Jan Vos (84), Nederlands architect

## April

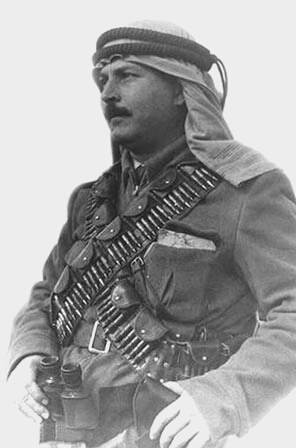
Abd al-Qader al-Hoesseini
8 april

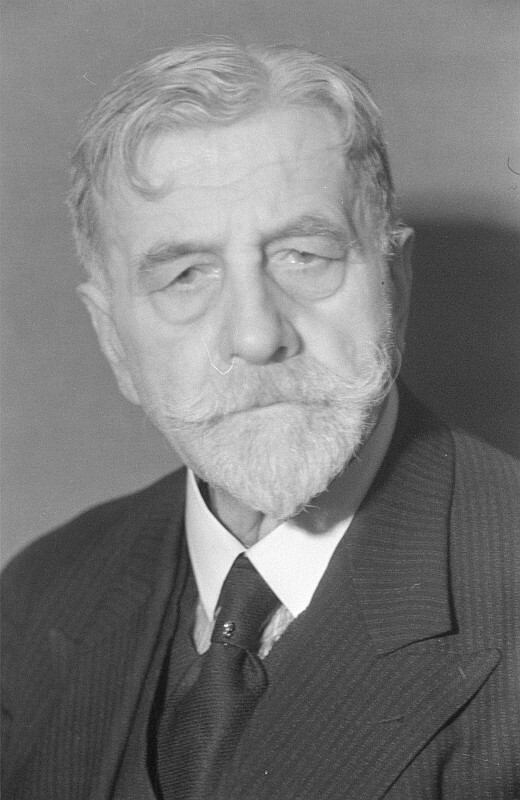
Wilhelm Külz
10 april

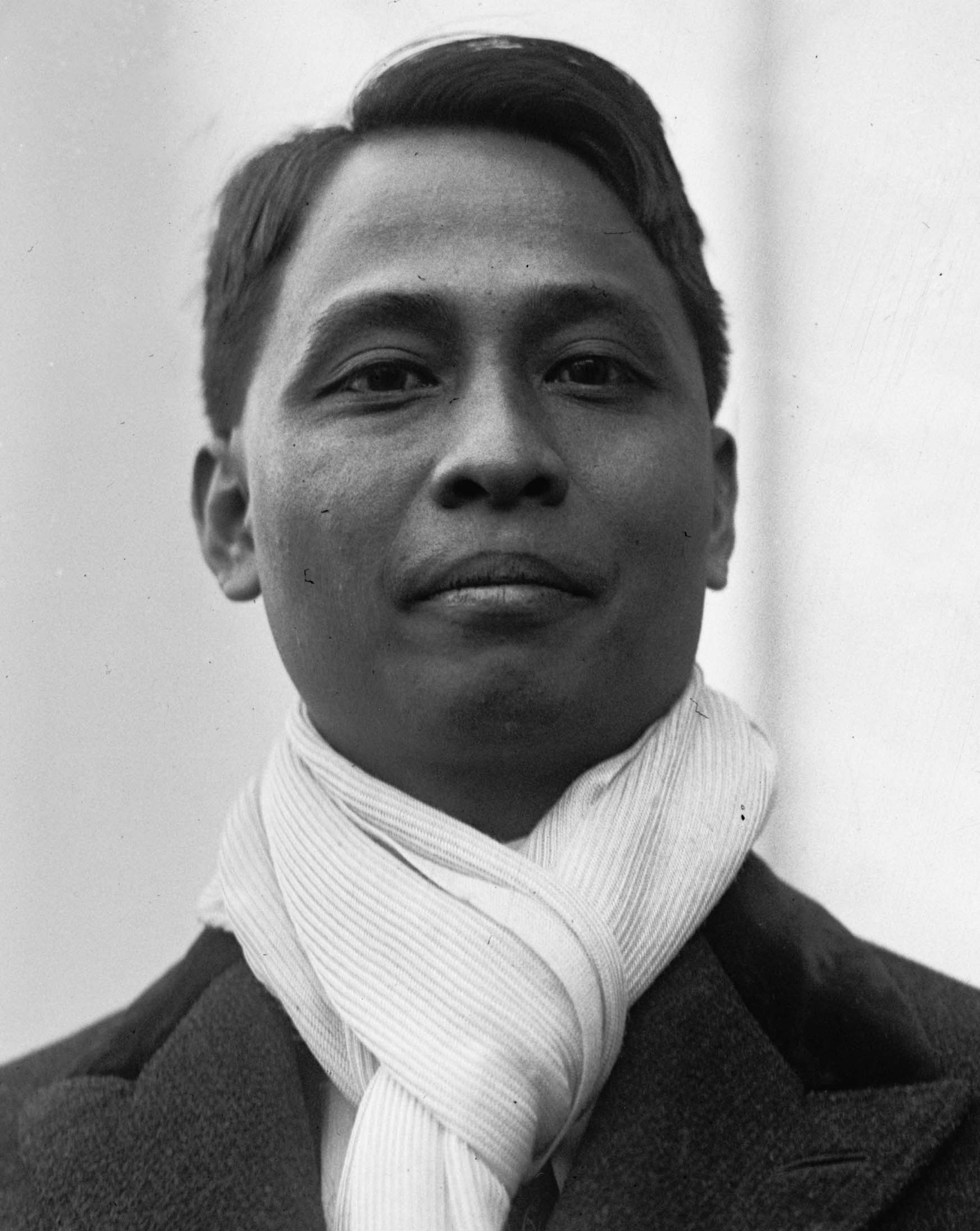
Manuel Roxas
15 april

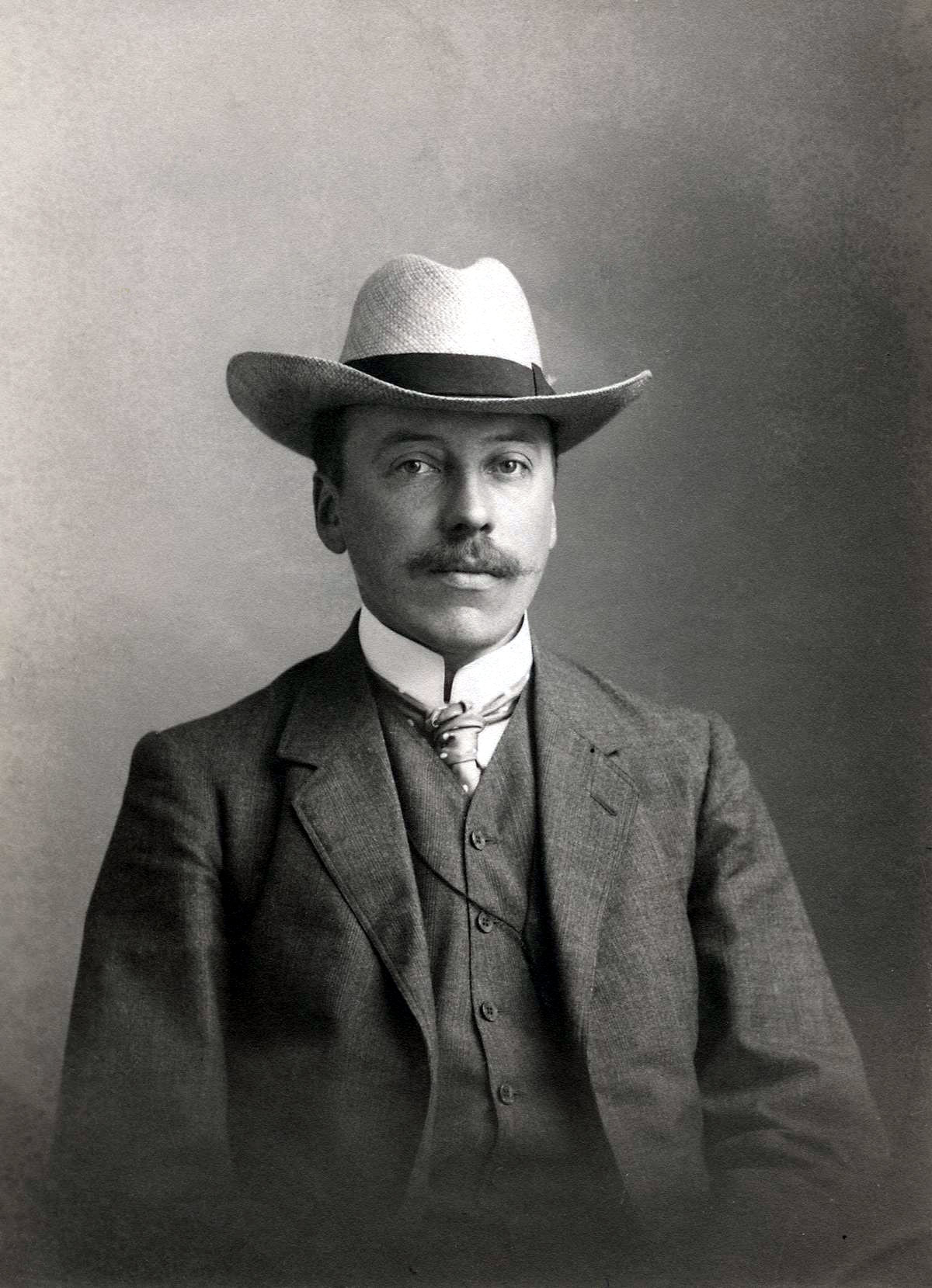
Bernardus Dirks Eerdmans
29 april

| 1 | 2 | 3 | 4 | 5 | 6 | 7 | 8 | 9 | 10 | 11 | 12 | 13 | 14 | 15 | 16 | 17 | 18 | 19 | 20 | 21 | 22 | 23 | 24 | 25 | 26 | 27 | 28 | 29 | 30 |
| - | - | - | - | - | - | - | - | - | -- | -- | -- | -- | -- | -- | -- | -- | -- | -- | -- | -- | -- | -- | -- | -- | -- | -- | -- | -- | -- |

### 5 april
- Abby Aldrich Rockefeller (73), Amerikaans filantrope

### 7 april
- Hendrik Anthony van Doorn (75), Nederlands burgemeester

### 8 april
- Abd al-Qader al-Hoesseini (ca. 40), Palestijns militair

### 9 april
- Jorge Eliécer Gaitán (50), Colombiaans politicus

### 10 april
- Wilhelm Külz (78), Duits politicus

### 11 april
- Frederick Orpen Bower (92), Brits botanicus

### 13 april
- Willy Pétillon (64), Nederlands schrijfster

### 14 april
- Leen van Zandvliet (59), Nederlands sportbestuurder

### 15 april
- Manuel Roxas (56), Filipijns politicus
- Reinder Jakobus de Stoppelaar (74), Nederlands predikant en natuurliefhebber

### 17 april
- Georges Barnich (72), Belgisch politicus
- Edouard Bilmeyer (64), Belgisch architect
- Johan Paul van Limburg Stirum (75), Nederlands diplomaat en koloniaal bestuurder

### 18 april
- Johan Meewis (42), Nederlands verzetsstrijder

### 20 april
- Isidorus Antonius Swane (72), Nederlands politicus
- Georges Wagnière (85), Zwitsers politicus

### 21 april
- Paul de Borman (68), Belgisch tennisser
- Carlos López Buchardo (66), Argentijns componist
- Aldo Leopold (61), Amerikaans ecoloog

### 22 april
- H.J. Winkelman (75), Nederlands ontwerper

### 24 april
- Manuel Ponce (65), Mexicaans componist
- Jāzeps Vītols (84), Lets componist

### 25 april
- Gerardo Matos Rodríguez (51), Uruguayaans musicus en componist
- Eric von Rosen (68), Zweedse ontdekkingsreiziger

### 26 april
- Donald Ross (75), Amerikaans golfcoach en golfbaanarchitect

### 29 april
- Bernardus Dirks Eerdmans (80), Nederlands politicus en onderwijsbestuurder
- Frida Schytte (77), Deens violiste

## Mei

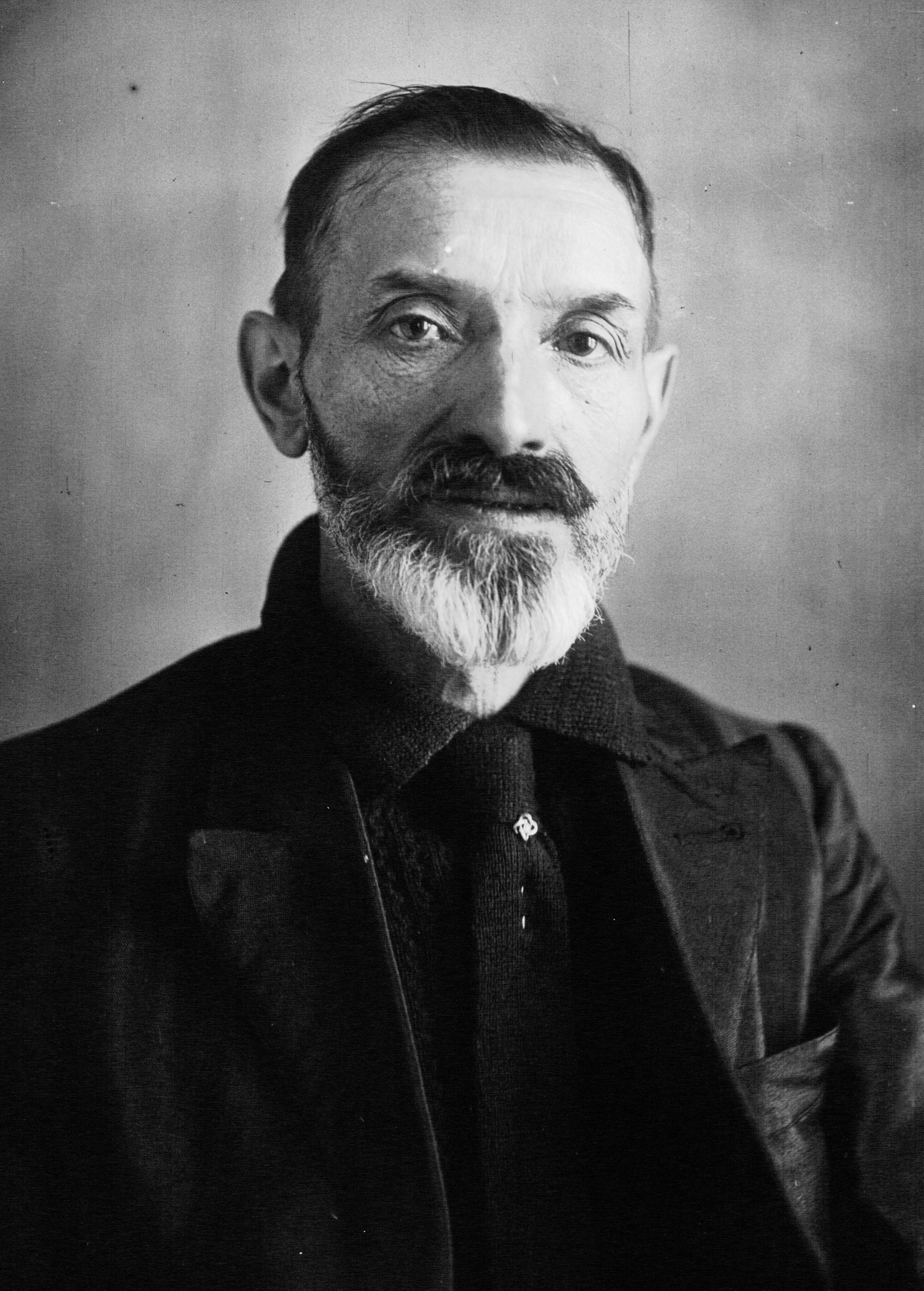
Arsène Millochau
4 mei

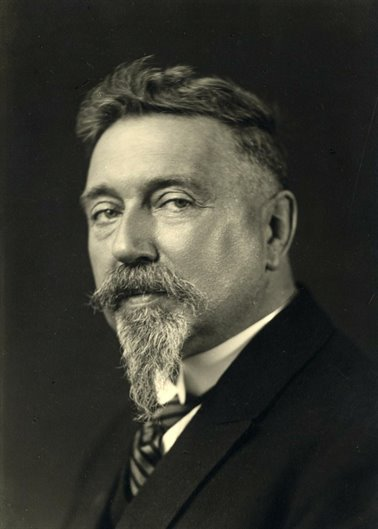
Annéus Marinus Brouwer
13 mei

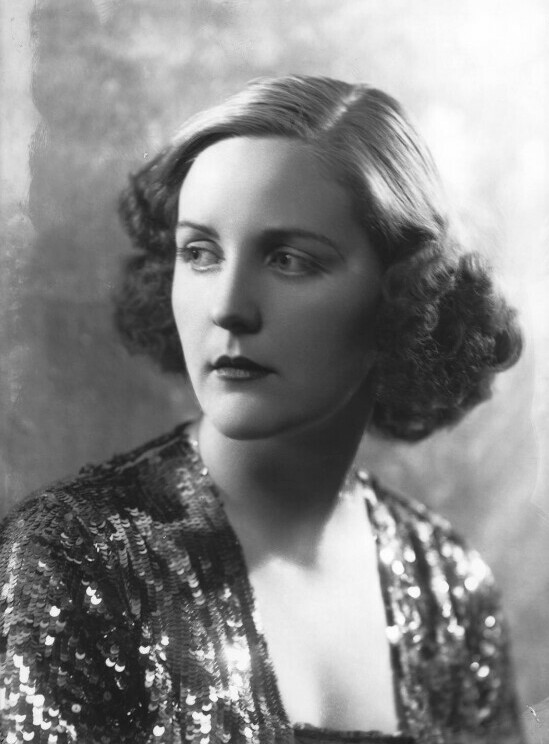
Unity Mitford
28 mei

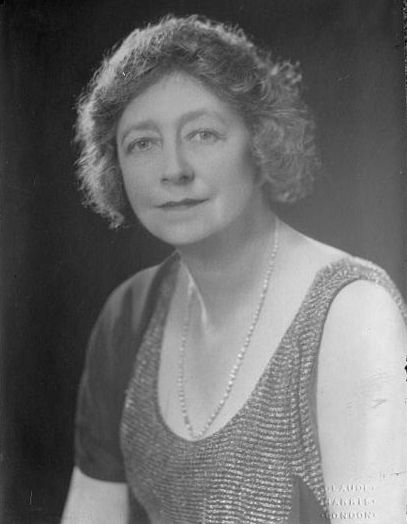
Dame May Whitty
29 mei

| 1 | 2 | 3 | 4 | 5 | 6 | 7 | 8 | 9 | 10 | 11 | 12 | 13 | 14 | 15 | 16 | 17 | 18 | 19 | 20 | 21 | 22 | 23 | 24 | 25 | 26 | 27 | 28 | 29 | 30 | 31 |
| - | - | - | - | - | - | - | - | - | -- | -- | -- | -- | -- | -- | -- | -- | -- | -- | -- | -- | -- | -- | -- | -- | -- | -- | -- | -- | -- | -- |

### 3 mei
- Adrian Stephen (64), Brits schrijver en psychoanalyticus

### 4 mei
- Arsène Millochau (81), Frans wielrenner
- Dieter Wisliceny (37), Duits oorlogsmisdadiger

### 5 mei
- Sextil Puşcariu (71), Roemeens taalkundige
- Austin Roberts (65), Zuid-Afrikaans zoöloog

### 11 mei
- Ed Ricketts (50), Amerikaans marien bioloog

### 12 mei
- Herman Heinrich Weitkamp (78), Nederlands burgemeester

### 13 mei
- Annéus Marinus Brouwer (72), Nederlands theoloog
- Kathleen Kennedy (28), lid Amerikaanse familie Kennedy

### 17 mei
- Olga Samaroff (67), Amerikaans pianiste en muziekpedagoge
- Louis Verheyden (72), Belgisch politicus

### 18 mei
- Dirk Antonie van Eck (81), Nederlands burgemeester

### 19 mei
- Saekle Greijdanus (77), Nederlands theoloog

### 20 mei
- George Beurling (26), Canadees militair vlieger

### 21 mei
- Arthur Dinter (71), Duits schrijver

### 22 mei
- Georgios Tsolakoglou (62), Grieks militair leider en politicus

### 24 mei
- Jacques Feyder (62), Belgisch filmregisseur

### 25 mei
- Witold Pilecki (47), Pools militair en verzetsman

### 26 mei
- Theodor Morell (61), Duits medicus
- Alice Nordin (77), Zweeds beeldhouwster

### 28 mei
- Mirin Dajo (35), Nederlands spiritualist
- Unity Mitford (33), lid Britse adel en nationaalsocialiste

### 29 mei
- Dame May Whitty (82), Brits actrice

### 30 mei
- Paul Henricot (74), Belgisch politicus

## Juni

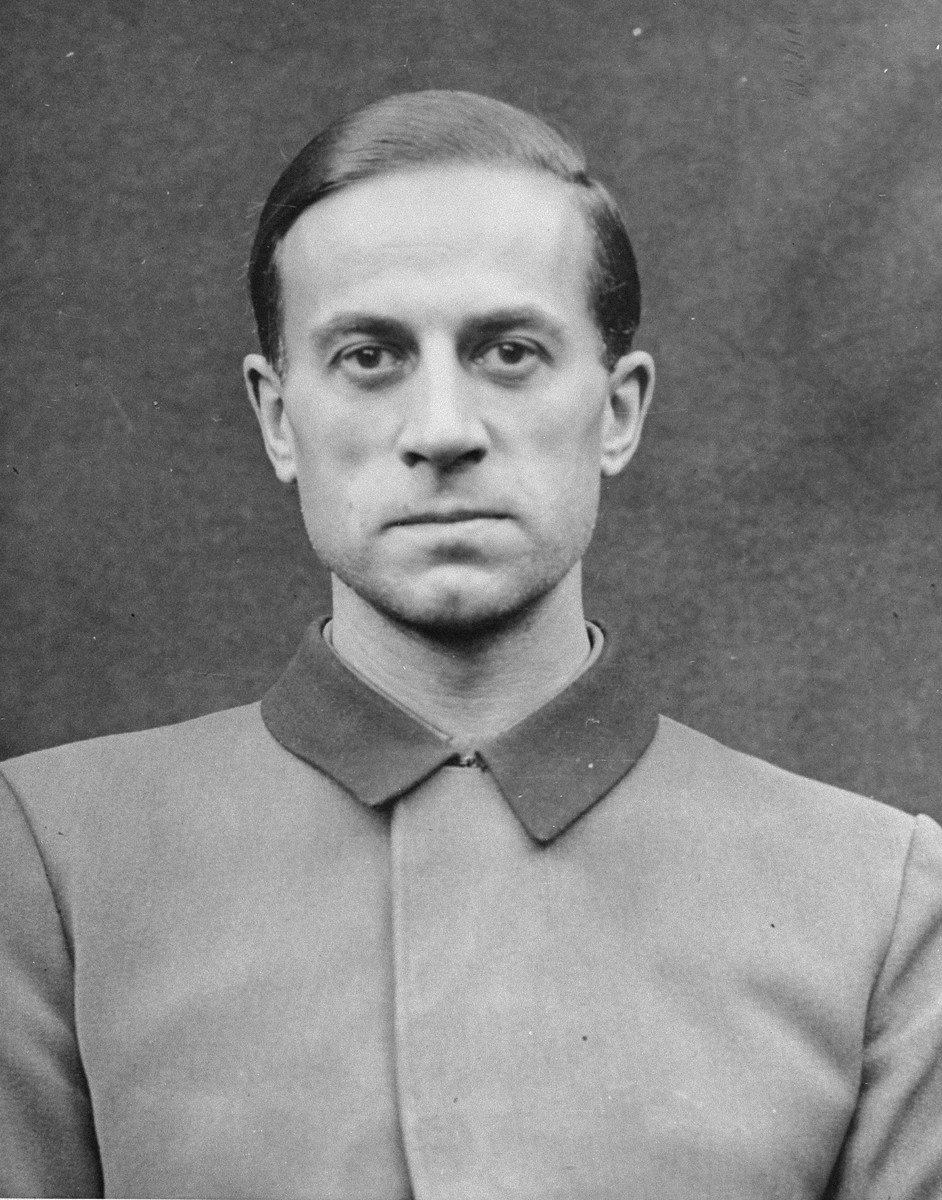
Karl Brandt
2 juni

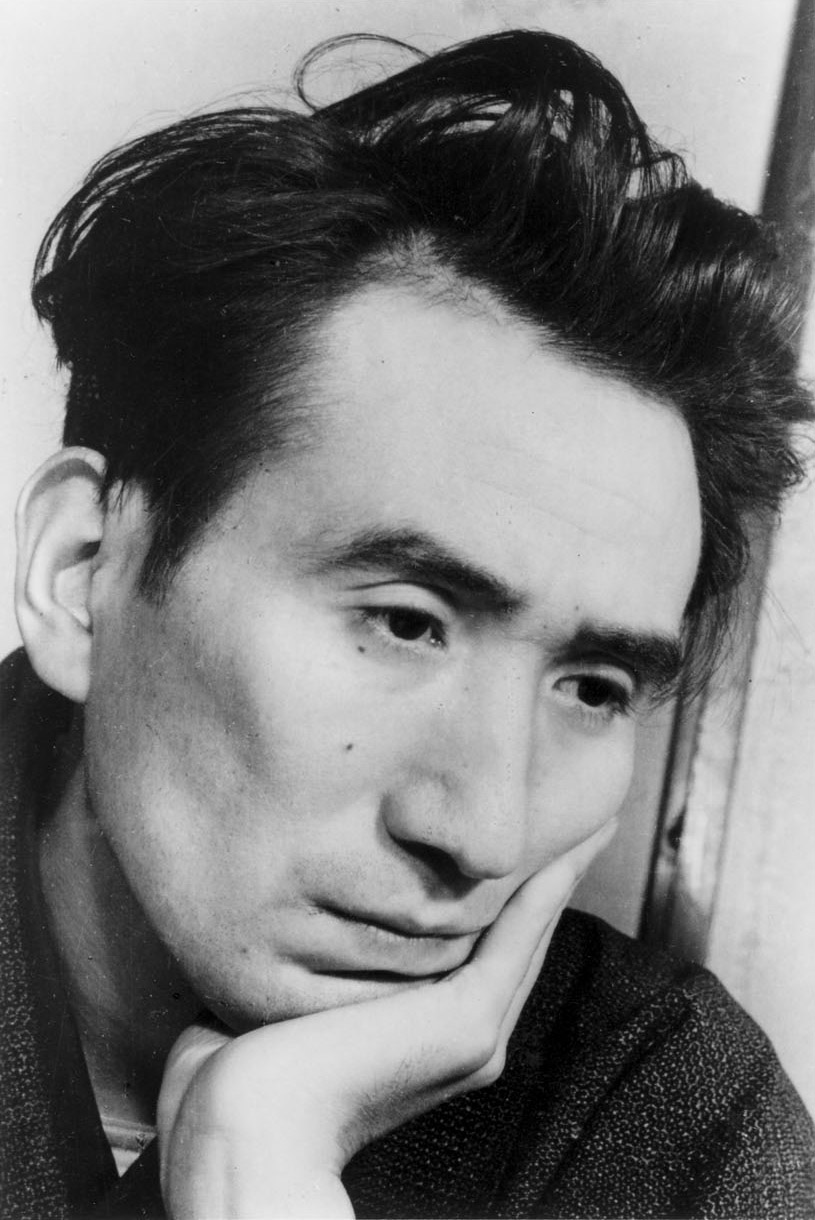
Osamu Dazai
13 juni

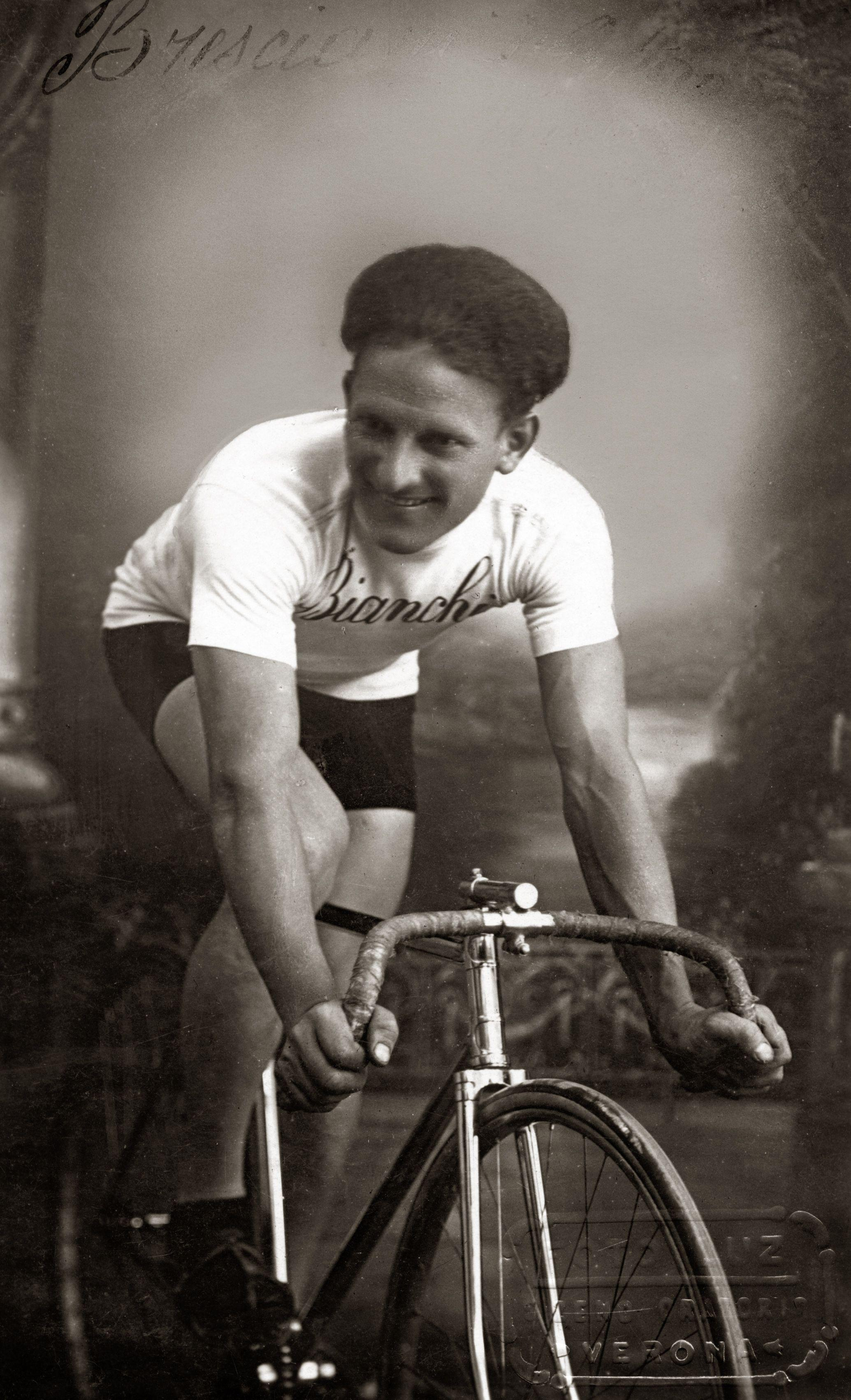
Arturo Bresciani
17 juni

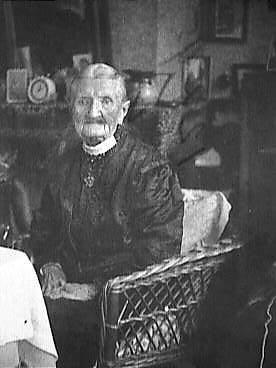
Petronella "Opoe"Herfst
29 juni

| 1 | 2 | 3 | 4 | 5 | 6 | 7 | 8 | 9 | 10 | 11 | 12 | 13 | 14 | 15 | 16 | 17 | 18 | 19 | 20 | 21 | 22 | 23 | 24 | 25 | 26 | 27 | 28 | 29 | 30 |
| - | - | - | - | - | - | - | - | - | -- | -- | -- | -- | -- | -- | -- | -- | -- | -- | -- | -- | -- | -- | -- | -- | -- | -- | -- | -- | -- |

### 2 juni
- Veroordeelden uit het Artsenproces:
  - Viktor Brack (43), Duits oorlogsmisdadiger
  - Karl Brandt (44), Duits medicus
  - Rudolf Brandt (39), Duits oorlogsmisdadiger
  - Karl Gebhardt (51), Duits medicus
  - Waldemar Hoven (45), Duits militair en medicus
- Hasan Salama (35), Palestijns militair

### 6 juni
- Louis Lumière (83), Frans filmpionier

### 8 juni
- Willem Frederik Hennink (61), Nederlands militair

### 9 juni
- Marie-Elisabeth Belpaire (95), Belgisch schrijfster

### 10 juni
- Gustav Giemsa (80), Duits scheikundige

### 12 juni
- Paul Stern (56), Oostenrijks bridgespeler en sportbestuurder

### 13 juni
- Osamu Dazai (38), Japans schrijver
- J.F. Kunst (68), Nederlands dichter

### 14 juni
- Ernst Ellberg (79), Zweeds componist

### 16 juni
- Richard Depoorter (33), Belgisch wielrenner

### 17 juni
- Arturo Bresciani (48), Italiaans wielrenner

### 21 juni
- D'Arcy Thompson (88), Brits bioloog en wiskundige

### 22 juni
- Ferdinand Frederik de Boois (73), Nederlands architect
- Appleby Matthews (63), Brits dirigent

### 25 juni
- William C. Lee (53), Amerikaans militair leider

### 28 juni
- Virgil Šček (59), Sloveens priester en politicus

### 29 juni
- Opoe Herfst (106), oudste persoon in Nederland

### 30 juni
- Morris Fuller Benton (75), Amerikaans letterontwerper
- Omobono Tenni (42), Italiaans motorcoureur

## Juli

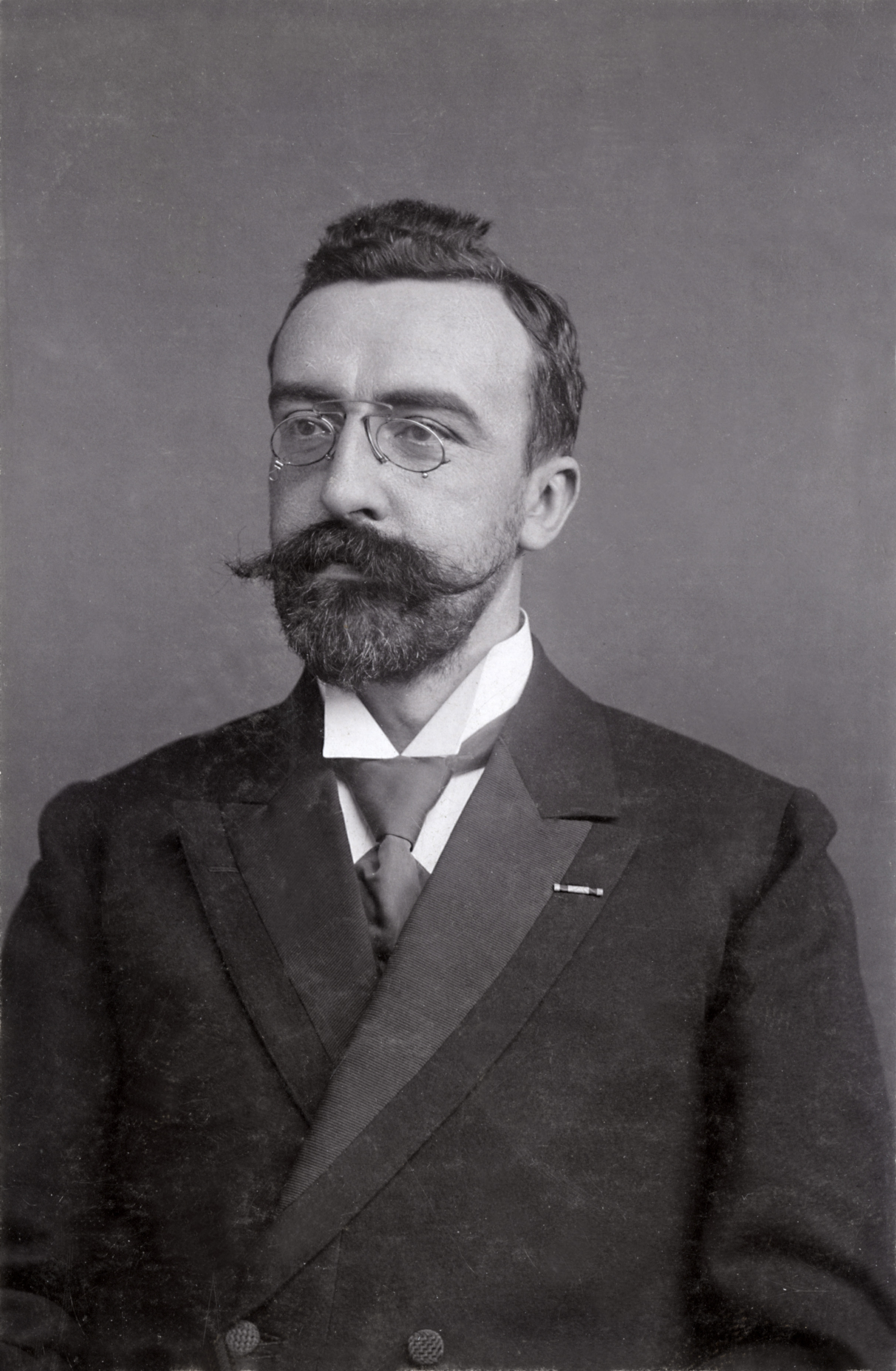
Piet Aalberse
5 juli

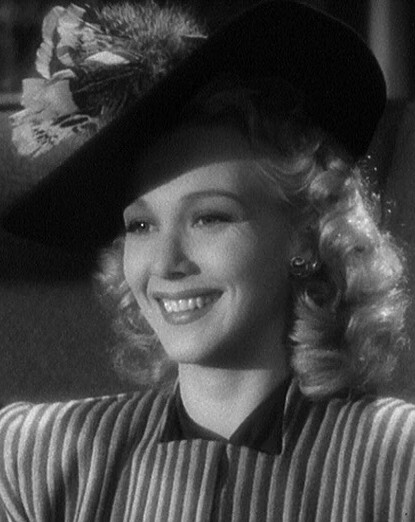
Carole Landis
5 juli

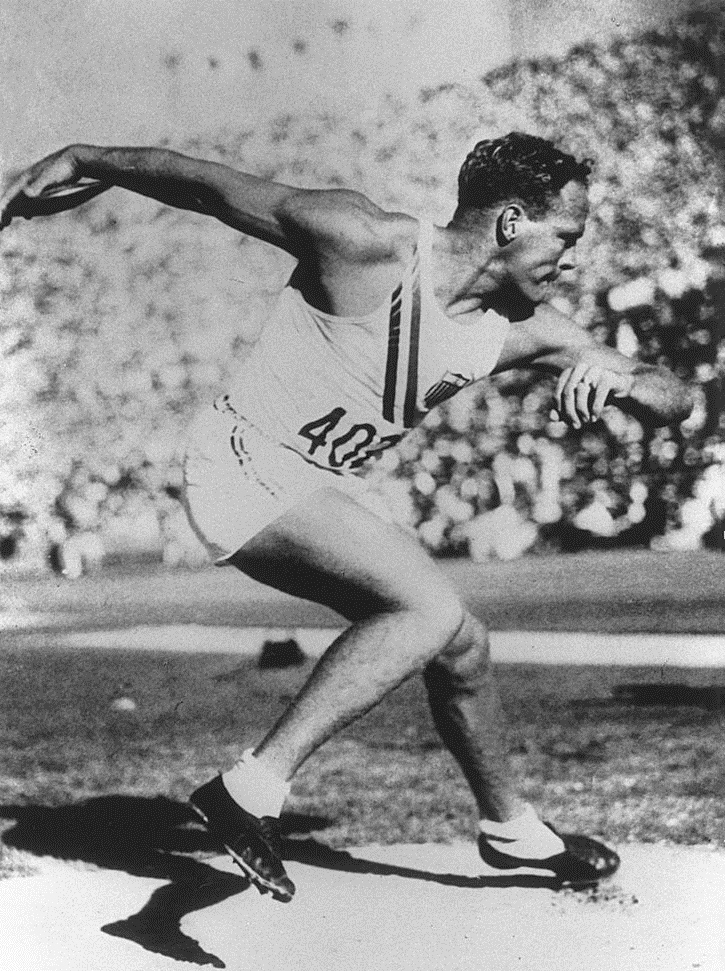
John Anderson
11 juli

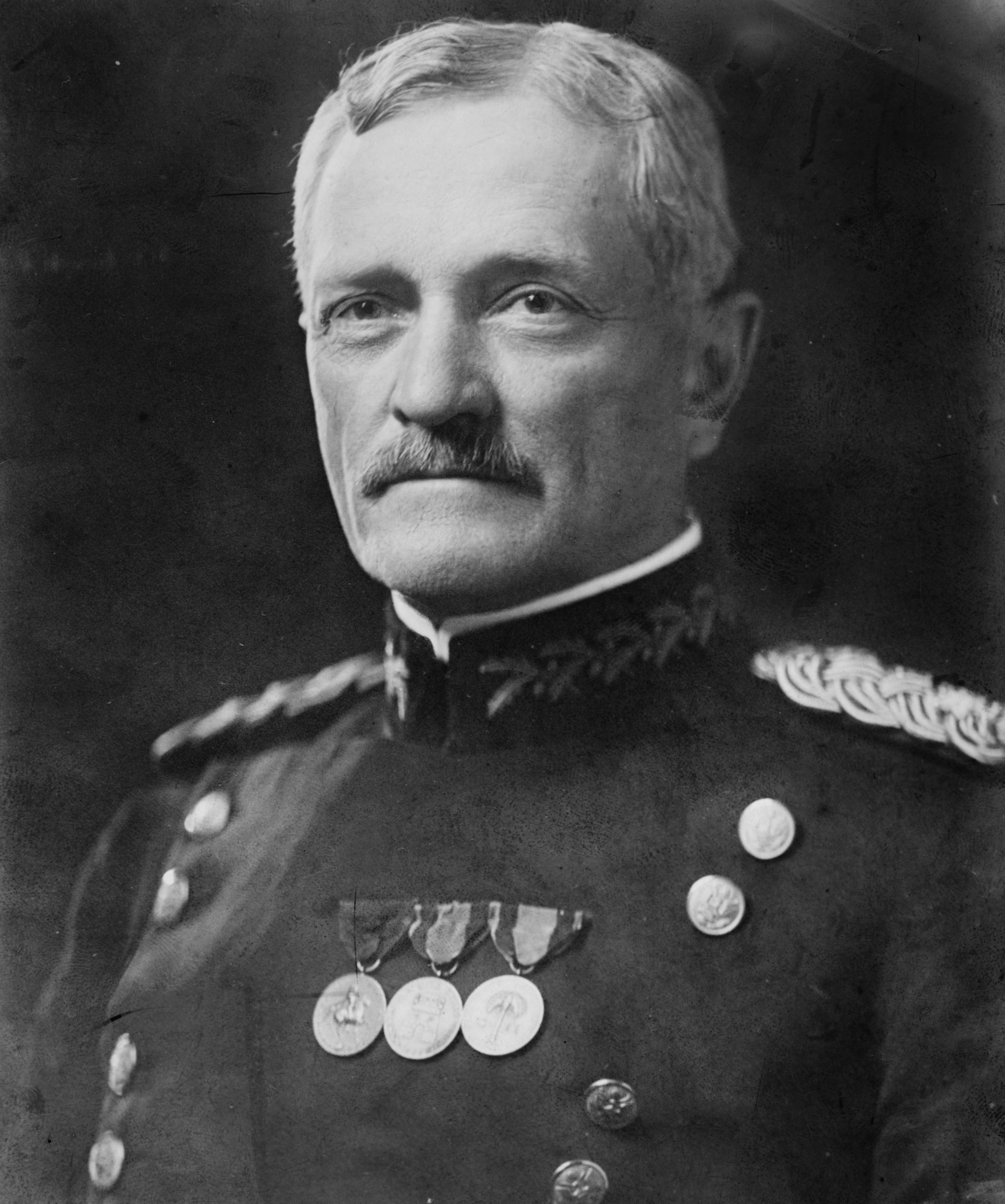
John Pershing
15 juli

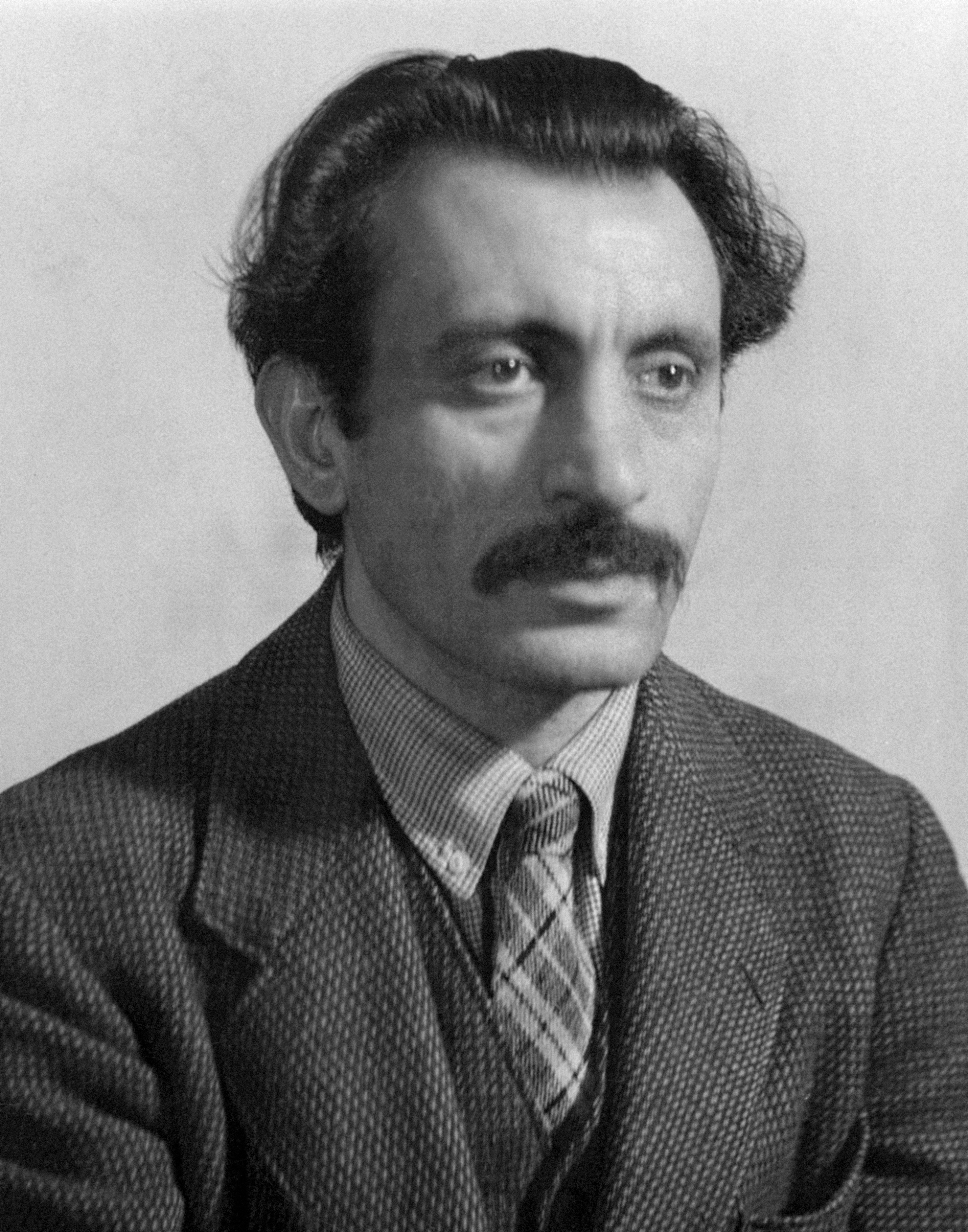
Arshile Gorky
21 juli

| 1 | 2 | 3 | 4 | 5 | 6 | 7 | 8 | 9 | 10 | 11 | 12 | 13 | 14 | 15 | 16 | 17 | 18 | 19 | 20 | 21 | 22 | 23 | 24 | 25 | 26 | 27 | 28 | 29 | 30 | 31 |
| - | - | - | - | - | - | - | - | - | -- | -- | -- | -- | -- | -- | -- | -- | -- | -- | -- | -- | -- | -- | -- | -- | -- | -- | -- | -- | -- | -- |

### 1 juli
- Emiel Fleerackers (71), Belgisch schrijver
- Achille Varzi (43), Italiaans motor- en autocoureur

### 3 juli
- Adriaan Gerhard (90), Nederlands politicus

### 5 juli
- Piet Aalberse (77), Nederlands politicus
- Georges Bernanos (60), Frans schrijver
- Josef Bühler (44), Duits oorlogsmisdadiger
- Carole Landis (29), Amerikaans actrice

### 6 juli
- Dirk Eijkelboom (53), Nederlands collaborateur
- René de Labarrière (49), Frans militair
- František Svoboda (41), Tsjechisch voetballer
- John Siebert Taylor (78), Amerikaans componist

### 10 juli
- Pieter Johan Faber (28), Nederlands oorlogsmisdadiger
- François Eugène van Heerdt (70), Nederlands militair

### 11 juli
- John Anderson (41), Amerikaans atleet
- Franz Weidenreich (75), Duits antropoloog

### 13 juli
- Jean-Baptiste Dewin (75), Belgisch architect
- Pascual Marquina Narro (75), Spaans componist en dirigent

### 14 juli
- Harry Brearley (77), Brits uitvinder

### 15 juli
- John Pershing (87), Amerikaans militair

### 17 juli
- René Maquet (53), Belgisch politicus

### 18 juli
- Eduard Telcs (76), Hongaars beeldhouwer

### 19 juli
- Marius Renard (78), Belgisch politicus

### 20 juli
- Pierre Boisson (54), Frans koloniaal bestuurder
- Grace Wiley (64), Amerikaans zoöloog

### 21 juli
- Arshile Gorky (44), Armeens-Amerikaans schilder

### 23 juli
- Marie Baron (40), Nederlands zwemster
- D.W. Griffith (73), Amerikaans filmregisseur

### 24 juli
- Petar Zlatev (66), Bulgaars politicus

### 25 juli
- Otto Gustaf Carlsund (50), Zweeds kunstschilder

### 27 juli
- Woolf Barnato (52), Brits autocoureur

### 29 juli
- Tamme van Hoorn (61), Nederlands architect

### 30 juli
- Etienne Carton de Wiart (49), Belgisch geestelijke
- Bernard Molkenboer (68), Nederlands letterkundige

### 31 juli
- Charles Bijleveld (78), Nederlands bestuurder

## Augustus

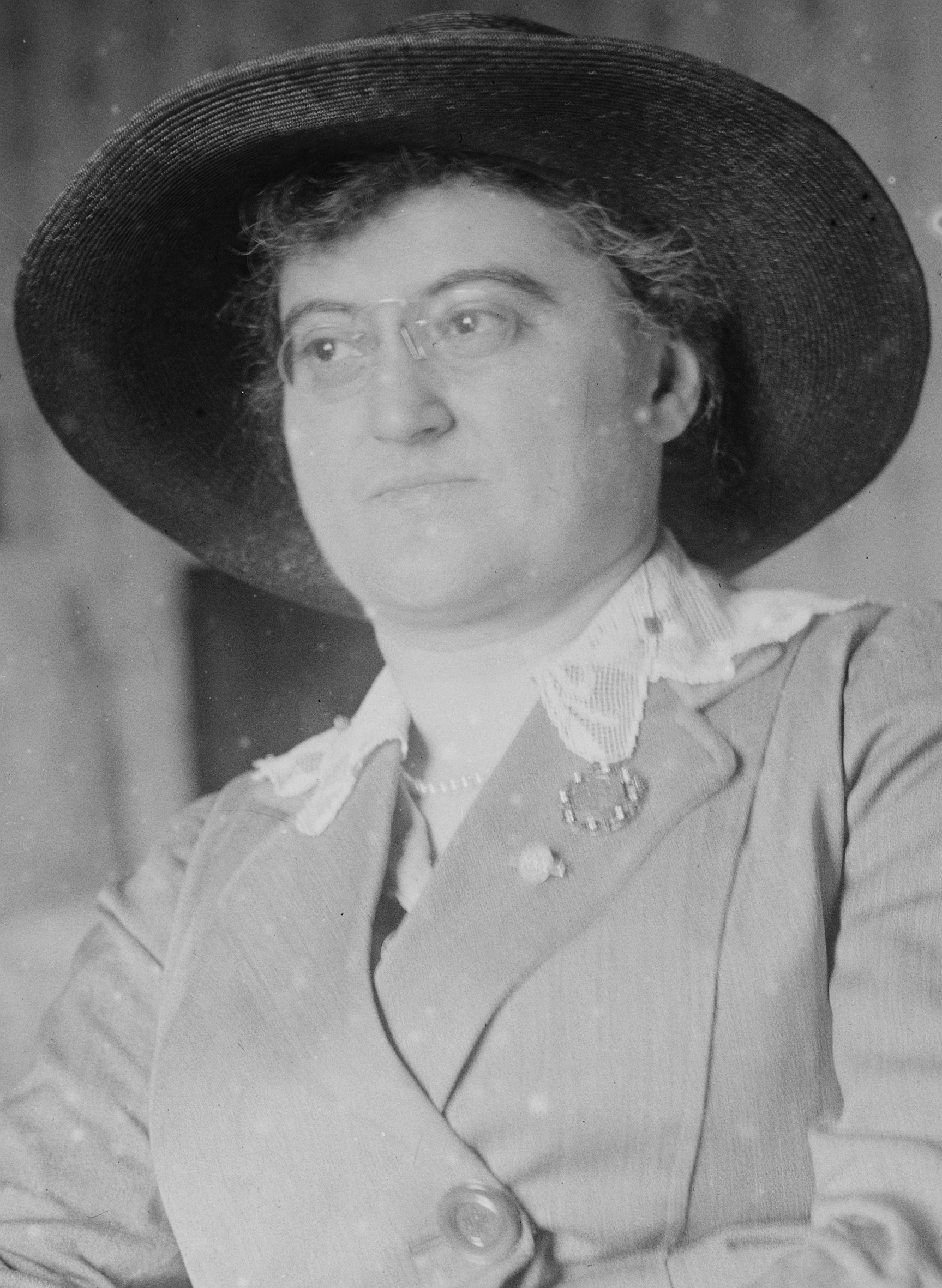
Rosika Schwimmer
3 augustus

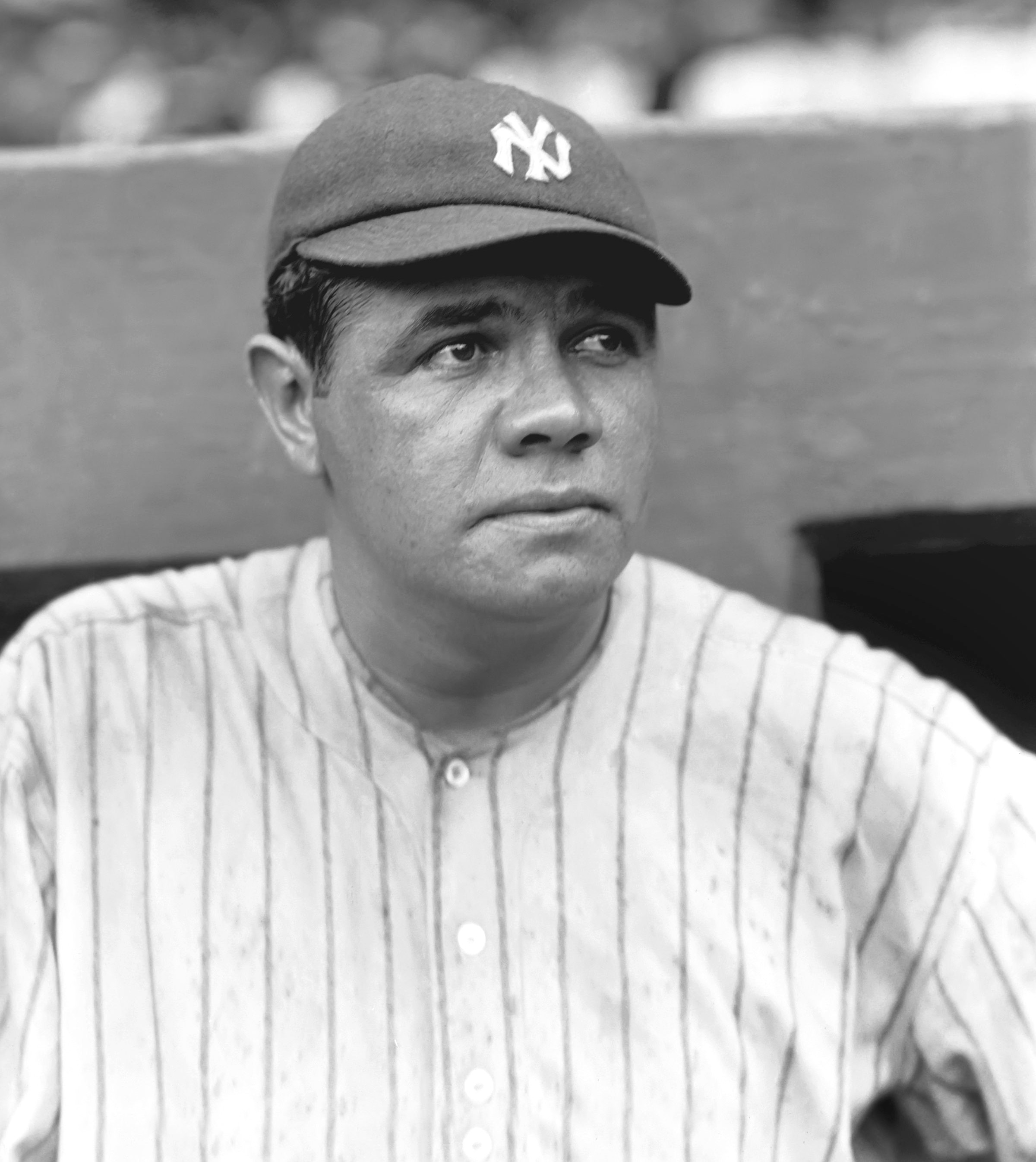
Babe Ruth
16 augustus

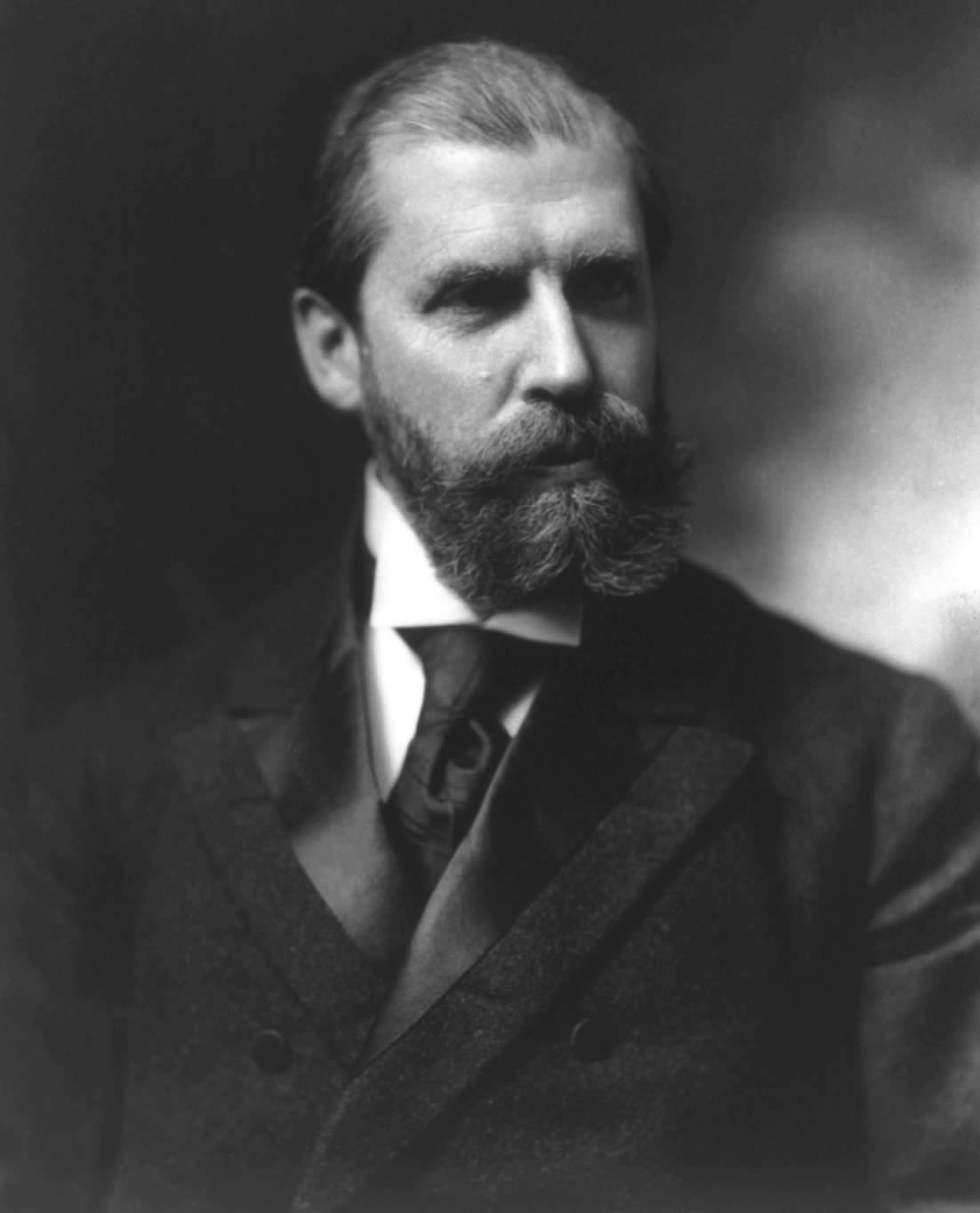
Charles Evans Hughes
27 augustus

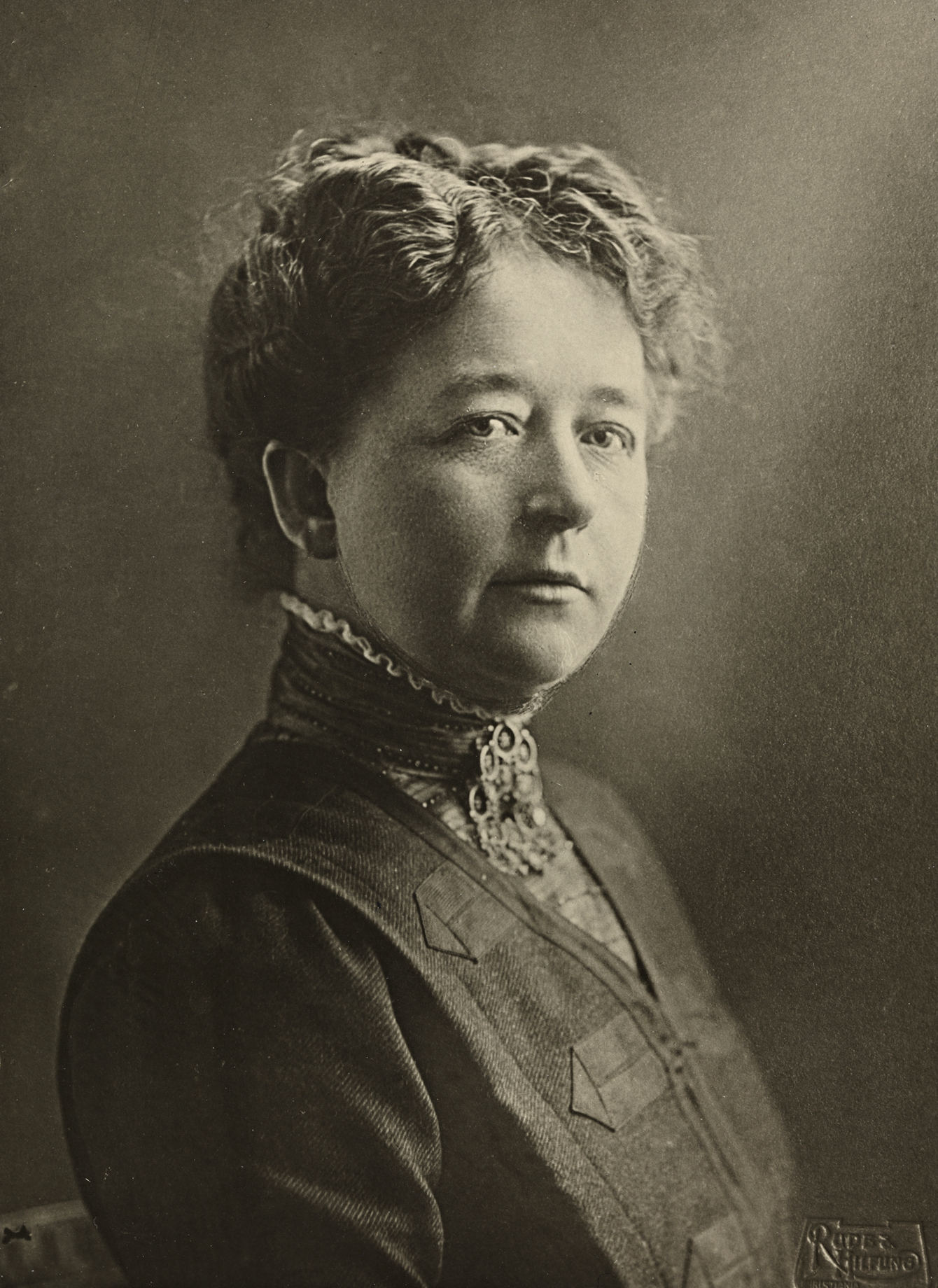
Kristine Bonnevie
30 augustus

| 1 | 2 | 3 | 4 | 5 | 6 | 7 | 8 | 9 | 10 | 11 | 12 | 13 | 14 | 15 | 16 | 17 | 18 | 19 | 20 | 21 | 22 | 23 | 24 | 25 | 26 | 27 | 28 | 29 | 30 | 31 |
| - | - | - | - | - | - | - | - | - | -- | -- | -- | -- | -- | -- | -- | -- | -- | -- | -- | -- | -- | -- | -- | -- | -- | -- | -- | -- | -- | -- |

### 3 augustus
- Rosika Schwimmer (70), Hongaars feministe en diplomate

### 4 augustus
- Mileva Marić (72), Servisch wiskundige
- Enrico Sibilia (87), Italiaans kardinaal

### 5 augustus
- Jozef Kindel (35), Duits oorlogsmisdadiger

### 8 augustus
- Pierre-Hubert David (75), Belgisch politicus

### 9 augustus
- Hugo Boss (63), Duits modeontwerper

### 11 augustus
- Gerrit van der Waals (28), Nederlands verzetsstrijder

### 12 augustus
- André Brassinne (71), Belgisch politicus
- Carl Lutz (72), Oostenrijks componist
- Louis Sandront (61), Belgisch politicus

### 16 augustus
- Babe Ruth (52), Amerikaans honkballer
- Harry Dexter White (55), Amerikaans bestuurder

### 17 augustus
- Nico Jacob Polak (60), Nederlands econoom en onderwijsbestuurder

### 20 augustus
- Edwin Ganz (76), Zwitsers-Belgisch kunstschilder

### 21 augustus
- Carmen Serdán (72), Mexicaans revolutionair

### 22 augustus
- Sophia Duleep Singh (72), Brits suffragette

### 25 augustus
- Frederic Creswell (81), Zuid-Afrikaans politicus

### 27 augustus
- Charles Evans Hughes (86), Amerikaans politicus

### 28 augustus
- Oley Speaks (74), Amerikaans componist en zanger

### 29 augustus
- Henri Stamps (48), Belgisch politicus

### 30 augustus
- Kristine Bonnevie (75), Noors bioloog
- Maarten Kuiper (49), Nederlands oorlogsmisdadiger

### 31 augustus
- Ignaz Schwinn (88), Duits-Amerikaans ondernemer
- Andrej Zjdanov (52), Sovjet-Russisch politicus

## September

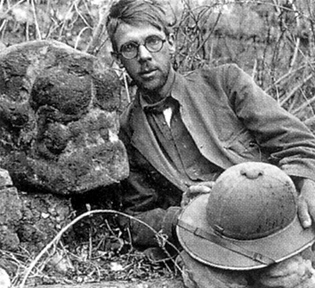
Sylvanus Morley
2 september

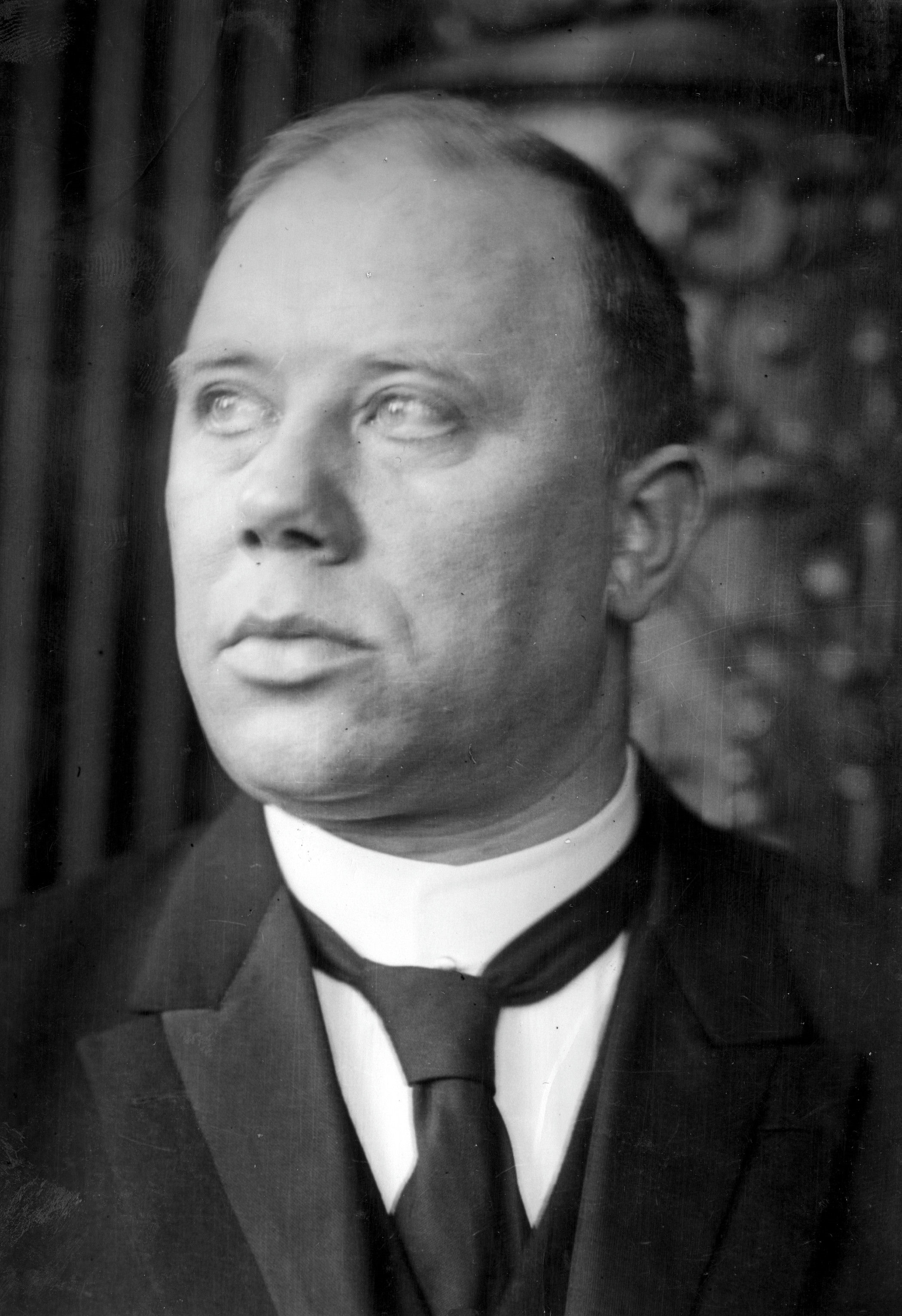
Gerrit Hendrik Kersten
6 september

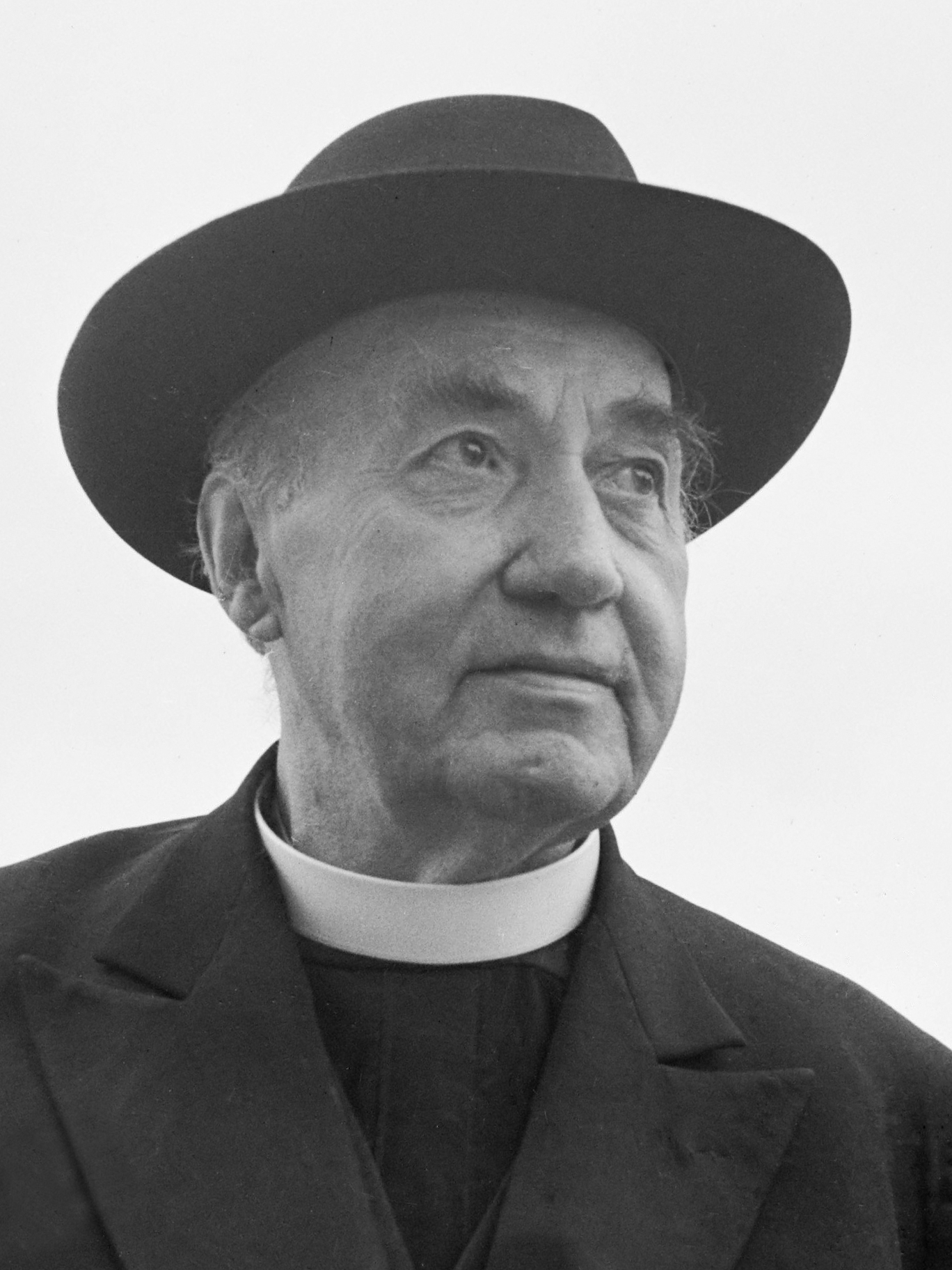
Henri Poels
7 september

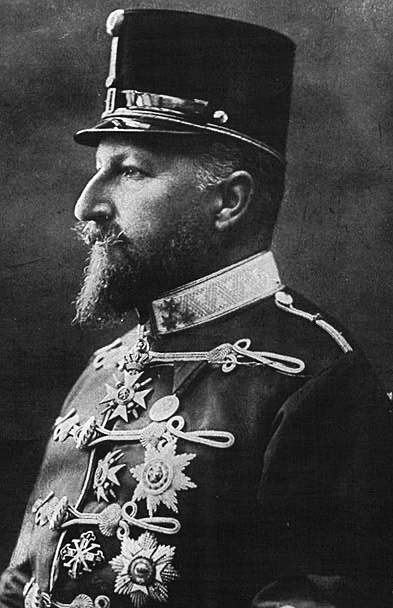
Ferdinand I van Bulgarije
10 september

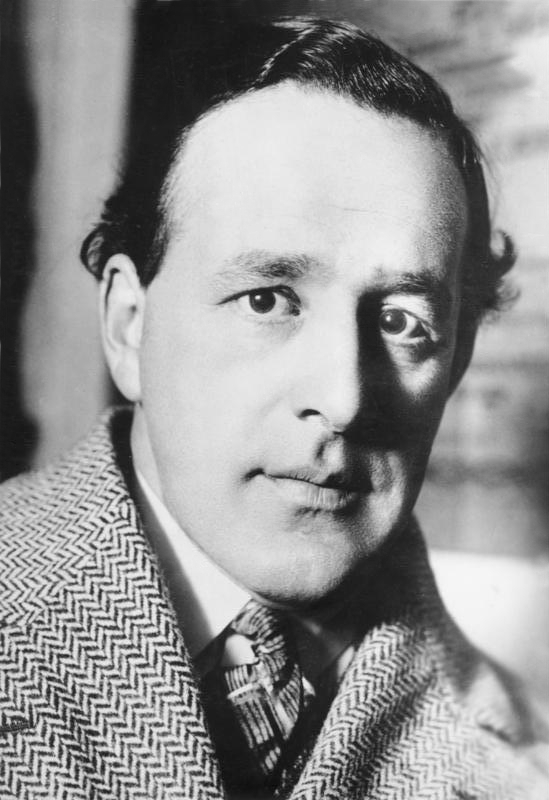
Emil Ludwig
17 september

| 1 | 2 | 3 | 4 | 5 | 6 | 7 | 8 | 9 | 10 | 11 | 12 | 13 | 14 | 15 | 16 | 17 | 18 | 19 | 20 | 21 | 22 | 23 | 24 | 25 | 26 | 27 | 28 | 29 | 30 |
| - | - | - | - | - | - | - | - | - | -- | -- | -- | -- | -- | -- | -- | -- | -- | -- | -- | -- | -- | -- | -- | -- | -- | -- | -- | -- | -- |

### 1 september
- Thomas Parnell (67), Australisch natuurkundige

### 2 september
- Sylvanus Morley (65), Amerikaans archeoloog

### 3 september
- Adelheid van Lippe-Biesterfeld (78), lid Duitse adel
- Edvard Beneš (64), Tsjecho-Slowaaks politicus
- Mutt Carey (61), Amerikaans jazztrompettist

### 4 september
- Dirk Hetterschij (57), Nederlands militair

### 6 september
- Gerrit Hendrik Kersten (66), Nederlands politicus en theoloog

### 7 september
- Henri Poels (80), Nederlands theoloog

### 8 september
- Heinrich Friese (88), Duits entomoloog

### 9 september
- Lajos Bíró (68), Hongaars-Brits schrijver

### 10 september
- Karel De Wolf (65), Belgisch volkskundige
- Ferdinand I (87), tsaar van Bulgarije

### 11 september
- Émile Demoulin (78), Belgisch politicus
- Mohammed Ali Jinnah (71), Pakistaans politicus

### 14 september
- Constantin Anghelescu (79), Roemeens politicus

### 15 september
- Eltjo van Beresteyn (72), Nederlands politicus
- Auguste Haus (56), Belgisch militair
- Henri Pirard (80), Belgisch politicus

### 17 september
- Folke Bernadotte (53), Zweeds diplomaat
- Prosper Dezitter (55), Belgisch oorlogsmisdadiger
- Emil Ludwig (67), Duits schrijver
- Raffaele Rossi (71), Italiaans kardinaal

### 19 september
- Constant Vansteenkiste (78), Belgisch activist

### 22 september
- Adalbert van Pruisen (64), lid Duitse adel

### 25 september
- Max van Poll (67), Nederlands politicus

### 26 september
- Gregg Toland (44), Amerikaans cameraman

### 30 september
- Thomas Armat (81), Amerikaans uitvinder
- Edith Roosevelt (87), Amerikaans presidentsvrouw

## Oktober

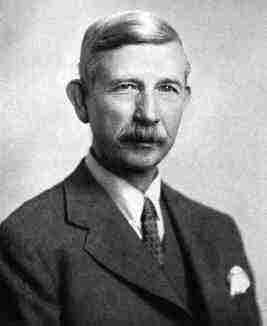
Joseph Wedderburn
9 oktober

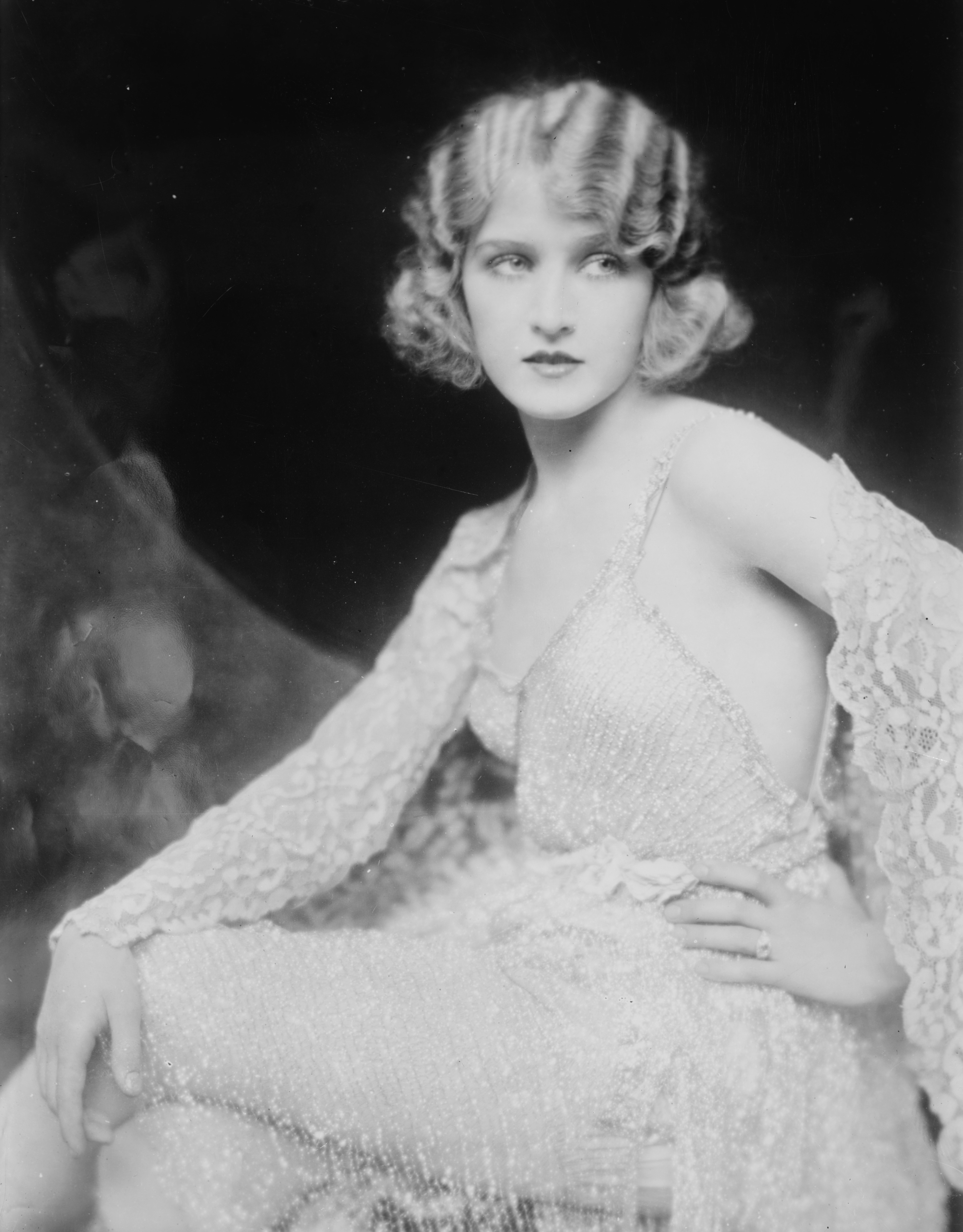
Mary Eaton
10 oktober

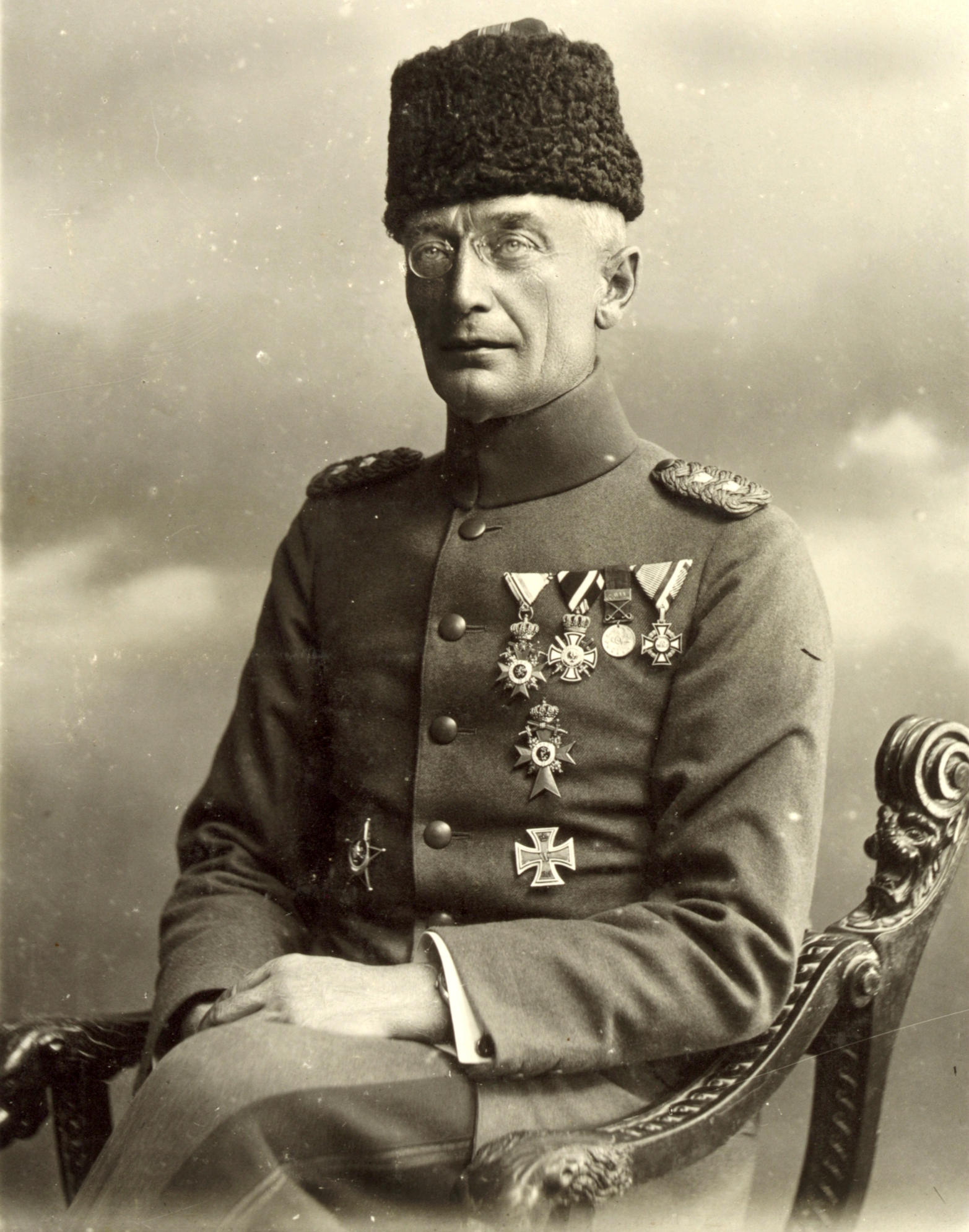
Friedrich Kress von Kressenstein
16 oktober

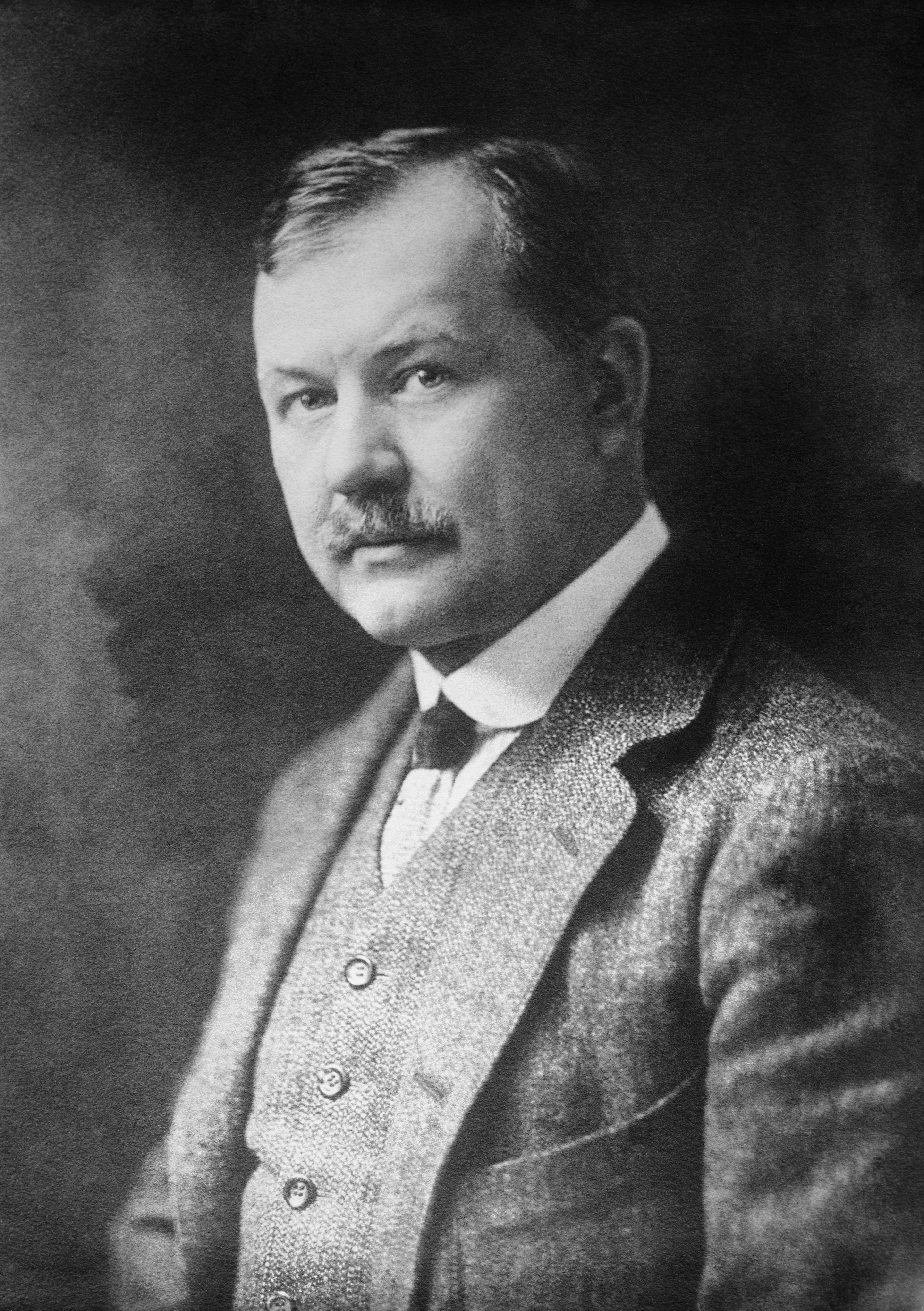
Franz Lehár
24 oktober

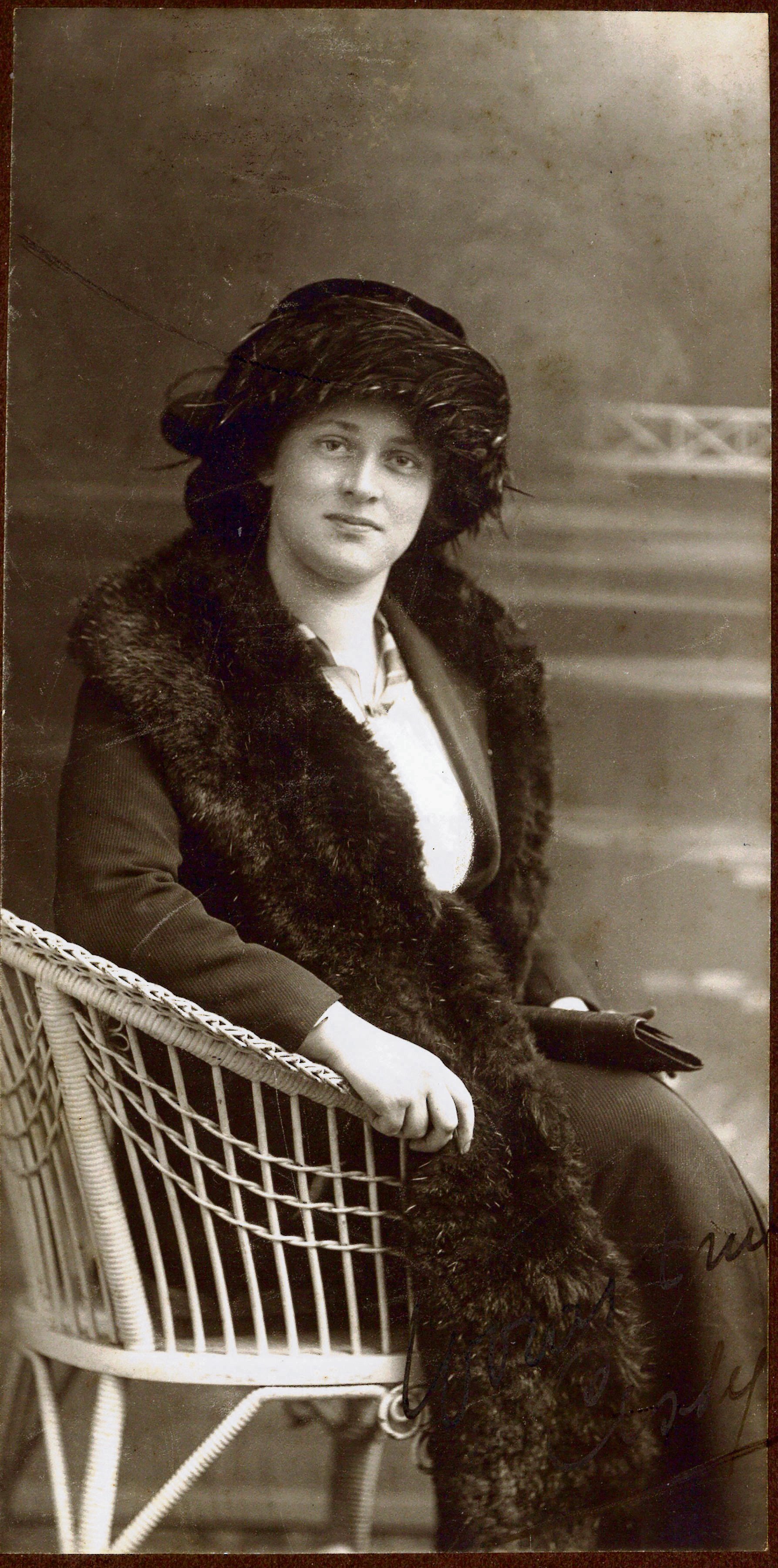
Cissy van Marxveldt
31 oktober

| 1 | 2 | 3 | 4 | 5 | 6 | 7 | 8 | 9 | 10 | 11 | 12 | 13 | 14 | 15 | 16 | 17 | 18 | 19 | 20 | 21 | 22 | 23 | 24 | 25 | 26 | 27 | 28 | 29 | 30 | 31 |
| - | - | - | - | - | - | - | - | - | -- | -- | -- | -- | -- | -- | -- | -- | -- | -- | -- | -- | -- | -- | -- | -- | -- | -- | -- | -- | -- | -- |

### 1 oktober
- J. Horace McFarland (89), Amerikaans uitgever
- Manopakorn Nithithada (64), Thais politicus

### 4 oktober
- Michel Polak (63), Zwitsers-Belgisch architect

### 5 oktober
- Gilbert John Arrow (74), Brits entomoloog

### 7 oktober
- Edgar Leonard (67), Amerikaans tennisspeler

### 8 oktober
- Piet Salomons (24), Nederlands waterpolospeler

### 9 oktober
- Joseph Wedderburn (66), Brits wiskundige

### 10 oktober
- Mary Eaton (47),  Amerikaans actrice
- Henri Heuse (56), Belgisch politicus

### 11 oktober
- André Bloch (54), Frans wiskundige
- Gerard Scheurleer (62), Nederlands tennis- en hockeyspeler

### 16 oktober
- Friedrich Kress von Kressenstein (78), lid Duitse adel en militair leider

### 18 oktober
- Philip Collier (75), 14e premier van West-Australië
- Walther von Brauchitsch (67), Duits militair leider

### 19 oktober
- Jan Verheul (88), Nederlands architect en kunstenaar

### 20 oktober
- Bert Sas (56), Nederlands militair

### 21 oktober
- Koene Dirk Parmentier (44), Nederlands piloot

### 22 oktober
- August Hlond (67), Pools geestelijke
- Alex Piorkowski (44), Duits oorlogsmisdadiger

### 23 oktober
- Eugeniusz Morawski-Dąbrowa (71), Pools componist en schilder

### 24 oktober
- Markus Koch (69), Duits componist
- Franz Lehár (78), Oostenrijks-Hongaars componist en dirigent
- Frederic L. Paxson (71), Amerikaans historicus

### 26 oktober
- Coenraad Alexander Verrijn Stuart (82), Nederlands econoom

### 31 oktober
- Cissy van Marxveldt (58), Nederlands schrijfster

## November

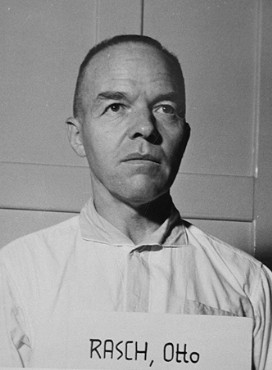
Otto Rasch
1 november

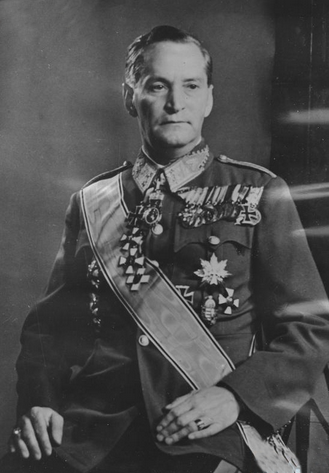
Béla Miklós
21 november

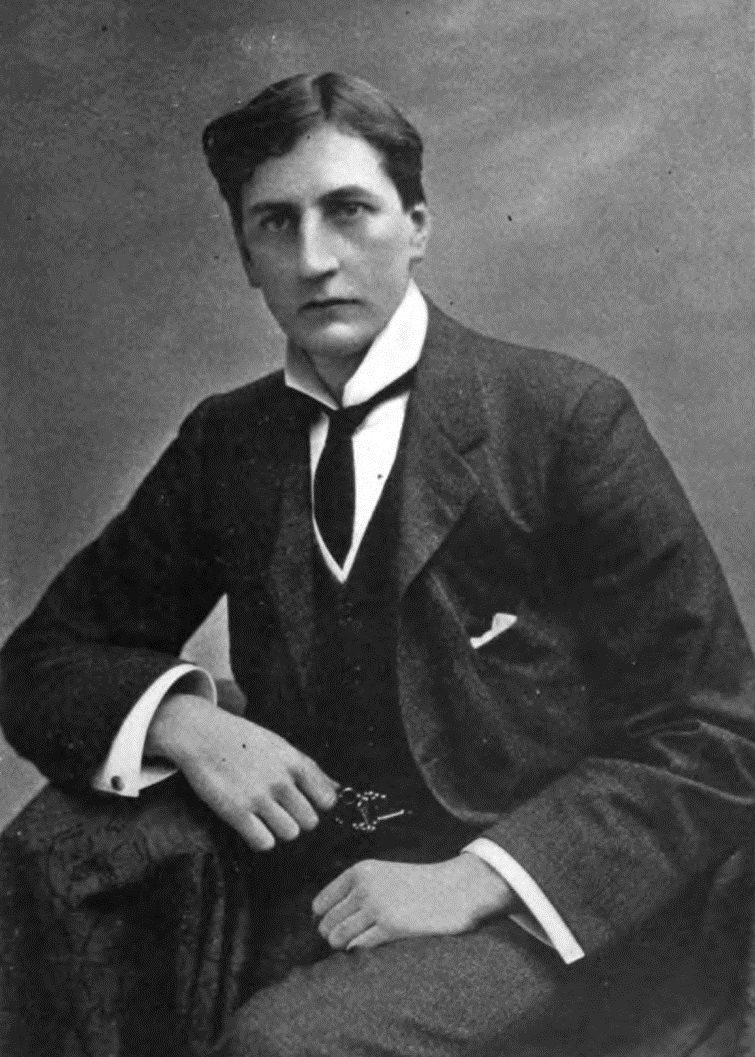
A.E.W. Mason
22 november

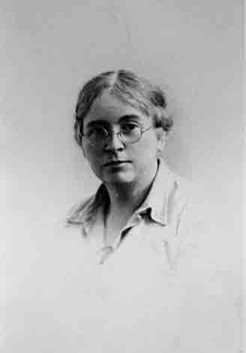
Marie Heinen
24 november

| 1 | 2 | 3 | 4 | 5 | 6 | 7 | 8 | 9 | 10 | 11 | 12 | 13 | 14 | 15 | 16 | 17 | 18 | 19 | 20 | 21 | 22 | 23 | 24 | 25 | 26 | 27 | 28 | 29 | 30 |
| - | - | - | - | - | - | - | - | - | -- | -- | -- | -- | -- | -- | -- | -- | -- | -- | -- | -- | -- | -- | -- | -- | -- | -- | -- | -- | -- |

### 1 november
- Edo Johannes Bergsma (86), Nederlands burgemeester en bestuurder
- Otto Rasch (56), Duits oorlogsmisdadiger

### 2 november
- Simon Moulijn (82), Nederlands kunstenaar

### 5 november
- Friedrich Hildebrandt (50), Duits militair

### 7 november
- Egbertus Gerhardus Wentink (74), Nederlands architect

### 8 november
- Dieudonné Brouwers (74), Belgisch historicus
- Marguerite Gachet (80), Frans schildersmodel
- Willem Lambertus Harminus de Vries (26), Nederlands verzetsstrijder

### 9 november
- Edgar Kennedy (58), Amerikaans acteur

### 12 november
- Umberto Giordano (81), Italiaans componist

### 19 november
- Mannes Francken (60), Nederlands voetballer
- Robert Dean Frisbie (52), Brits schrijver

### 21 november
- Cris Agterberg (65), Nederlands kunstenaar
- Béla Miklós (58), Hongaars politicus
- Frieda Rutgers van der Loeff (71), Nederlands kunstschilder en tekenaar

### 22 november
- Albertus de Jong (79), Nederlands politicus
- Victor Lambrecht (84), Belgisch activist
- A.E.W. Mason (83), Brits schrijver

### 23 november
- Fredrik Ström (68), Zweeds politicus

### 24 november
- Marie Heinen (67), Nederlands bestuurder en feministe
- Anna Jarvis (84), Amerikaans activiste

### 28 november
- Henri van Dijk (68), Nederlands medicus
- Gustaaf Doussy (67), Belgisch medicus
- George Horine (58), Amerikaans atleet

### 29 november
- Igo Gruden (55), Sloveens dichter
- Frederick Warburton (68), Engels voetballer en voetbaltrainer

## December

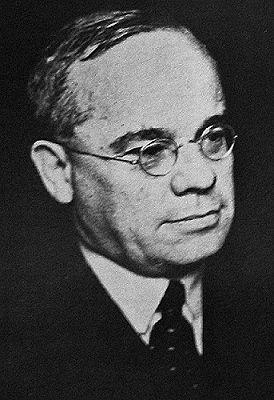
Jan Hofmeyr
3 december

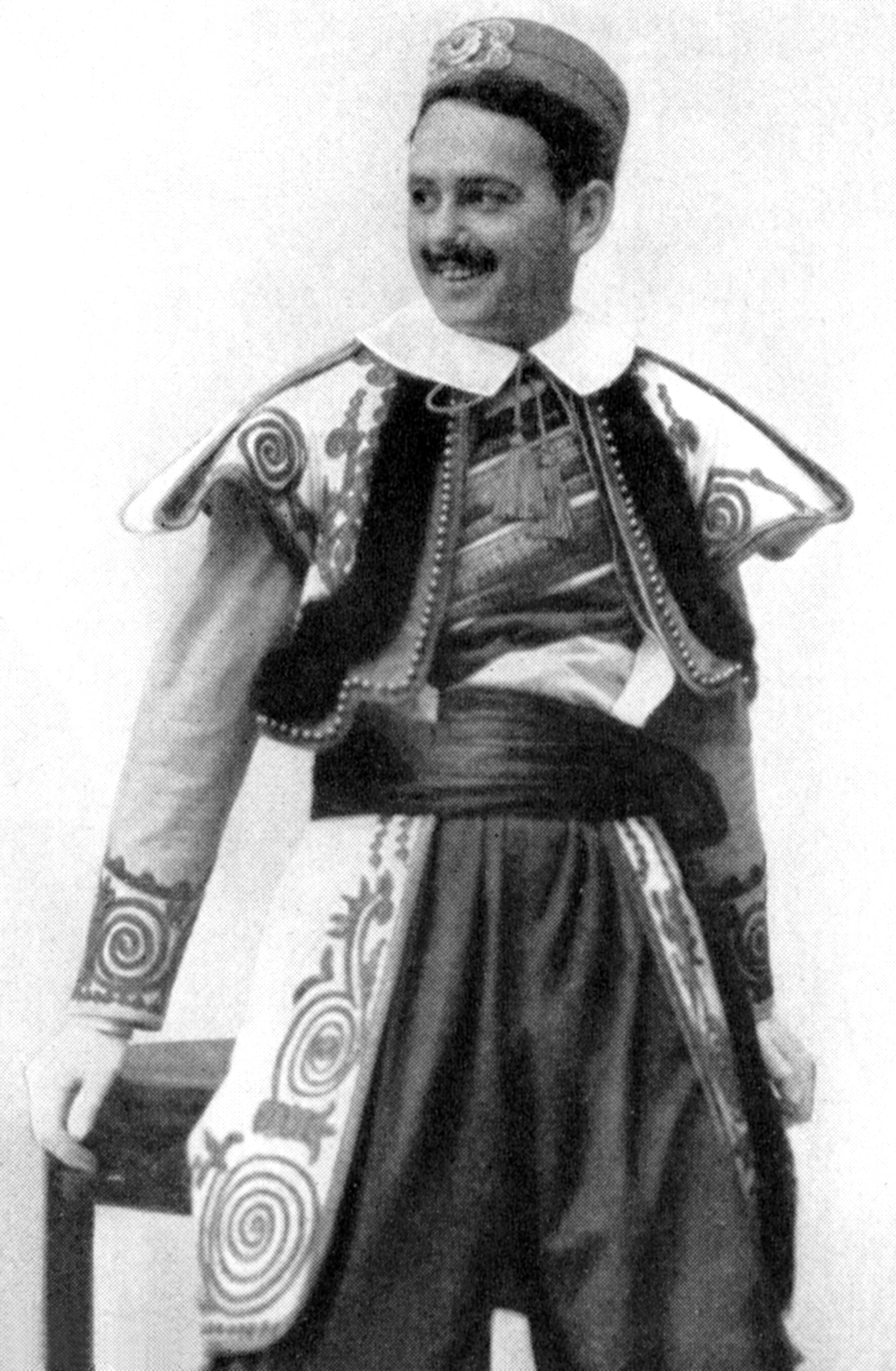
Donald Brian
22 december

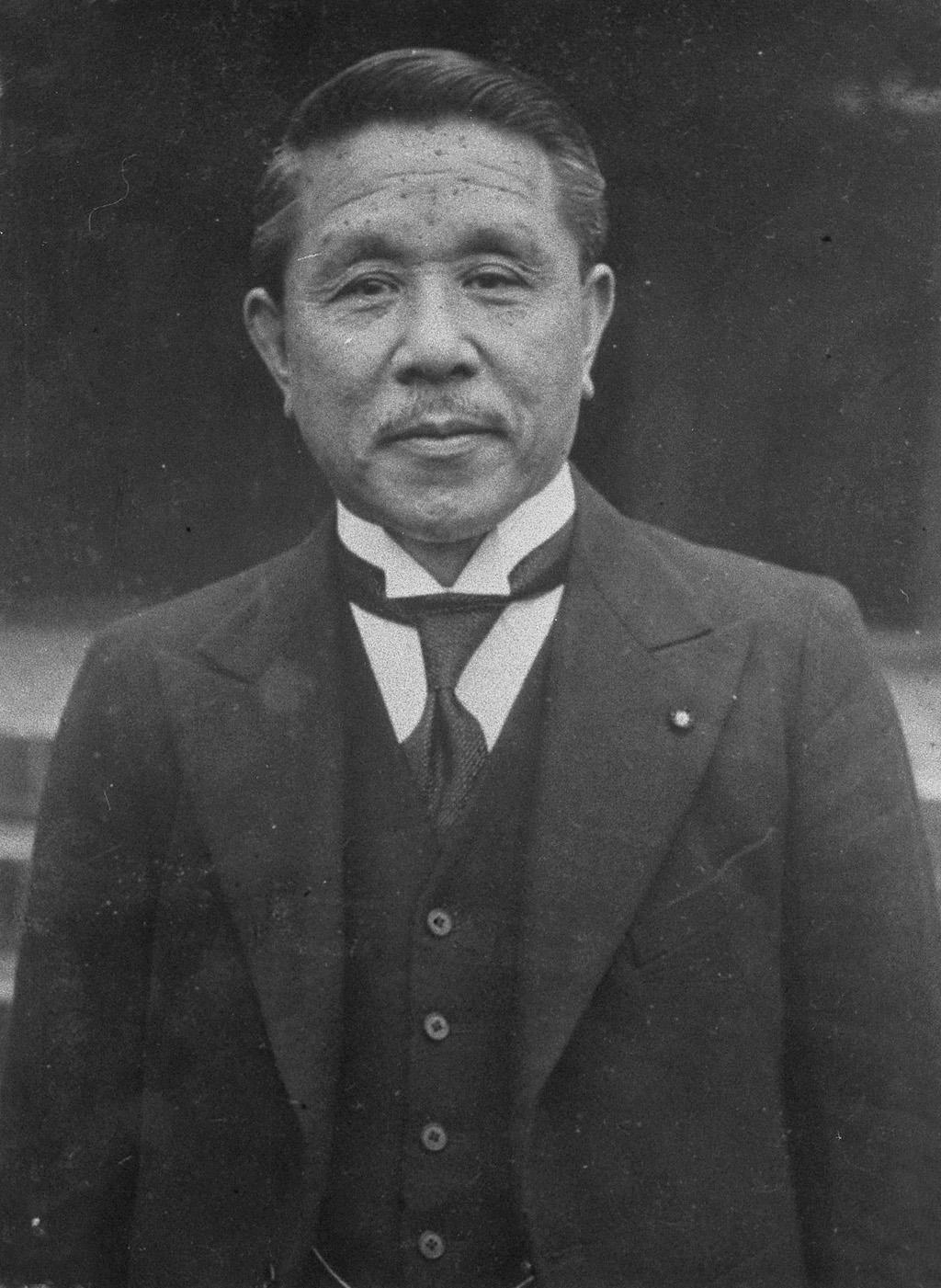
Koki Hirota
23 december

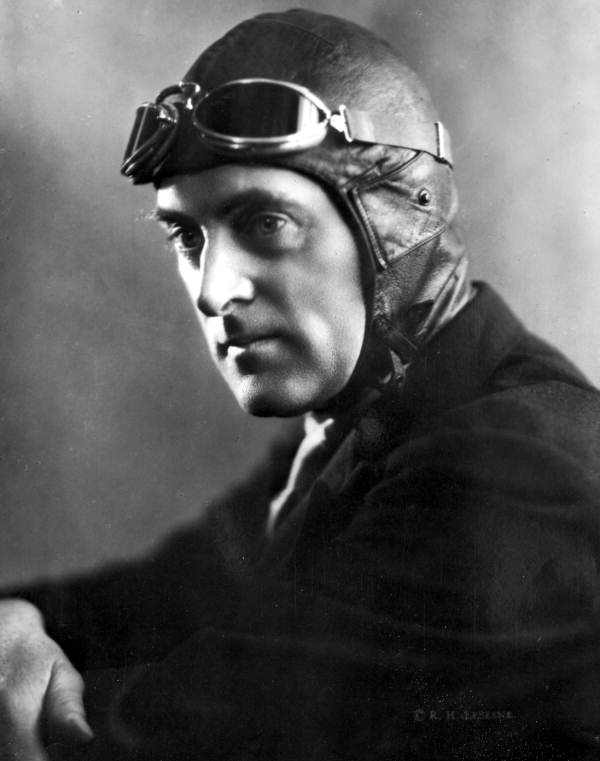
Malcolm Campbell
31 december

| 1 | 2 | 3 | 4 | 5 | 6 | 7 | 8 | 9 | 10 | 11 | 12 | 13 | 14 | 15 | 16 | 17 | 18 | 19 | 20 | 21 | 22 | 23 | 24 | 25 | 26 | 27 | 28 | 29 | 30 | 31 |
| - | - | - | - | - | - | - | - | - | -- | -- | -- | -- | -- | -- | -- | -- | -- | -- | -- | -- | -- | -- | -- | -- | -- | -- | -- | -- | -- | -- |

### 3 december
- Jan Hofmeyr (54), Zuid-Afrikaans politicus

### 4 december
- Frank Albert Benford jr. (65), Amerikaans natuurkundige

### 7 december
- Joannes Henri François (64), Nederlands schrijver en activist

### 12 december
- Marjory Stephenson (63), Brits biochemicus

### 13 december
- Frans Drion (74), Nederlands politicus

### 14 december
- Cândido Firmino de Mello-Leitão (62), Braziliaans bioloog
- William Peacock (57), Brits waterpolospeler

### 15 december
- Johanna Bleuland van Oordt (83), Nederlands kunstschilder
- João Tamagnini Barbosa (65), Portugees politicus

### 16 december
- Paul Misson (60), Belgisch politicus

### 19 december
- Jacques Haustrate (66), Belgisch politicus
- Amir Sjarifoeddin (41), Indonesisch politicus

### 20 december
- C. Aubrey Smith (85), Amerikaans acteur
- Setyadjit Soegondo (41), Nederlands en Indonesisch politicus

### 22 december
- Donald Brian (71), Newfoundlands acteur
- Ben Ruesink (28), Nederlands militair

### 23 december
- Ter dood veroordeeld tijdens het proces van Tokio:
  - Koki Hirota (70), Japans politicus
  - Doihara Kenji (65), Japans militair
  - Iwane Matsui (70), Japans militair
  - Hideki Tojo (64), Japans militair en politicus

### 24 december
- Herman Eduard Knaake (85), Nederlands kunstschilder
- George Roose (67), Belgisch activist en collaborateur

### 25 december
- Pompeu Fabra i Poch (80), Spaans taalkundige

### 29 december
- Johannes Nicolaas Voorhoeve (75), Nederlands uitgever

### 31 december
- Hendrik Bulthuis (56), Nederlands scheepsbouwer
- Malcolm Campbell (63), Brits motorcoureur
- Geert Stapenséa (71), Nederlands architect

## Datum onbekend
- Claire Guttenstein (ca. 60), Belgisch zwemster
- Eugène Lemaire (ca. 74), Belgisch kunstfotograaf
- Medard Tytgat (ca. 76), Belgisch kunstschilder
- Guillaume Vanden Eynde (ca. 64), Belgisch voetballer

1900 ·
1901 ·
1902 ·
1903 ·
1904 ·
1905 ·
1906 ·
1907 ·
1908 ·
1909 ·
1910 ·
1911 ·
1912 ·
1913 ·
1914 ·
1915 ·
1916 ·
1917 ·
1918 ·
1919 ·
1920 ·
1921 ·
1922 ·
1923 ·
1924 ·
1925 ·
1926 ·
1927 ·
1928 ·
1929 ·
1930 ·
1931 ·
1932 ·
1933 ·
1934 ·
1935 ·
1936 ·
1937 ·
1938 ·
1939 ·
1940 ·
1941 ·
1942 ·
1943 ·
1944 ·
1945 ·
1946 ·
1947 ·
1948 ·
1949 ·
1950 ·
1951 ·
1952 ·
1953 ·
1954 ·
1955 ·
1956 ·
1957 ·
1958 ·
1959 ·
1960 ·
1961 ·
1962 ·
1963 ·
1964 ·
1965 ·
1966 ·
1967 ·
1968 ·
1969 ·
1970 ·
1971 ·
1972 ·
1973 ·
1974 ·
1975 ·
1976 ·
1977 ·
1978 ·
1979 ·
1980 ·
1981 ·
1982 ·
1983 ·
1984 ·
1985 ·
1986 ·
1987 ·
1988 ·
1989 ·
1990 ·
1991 ·
1992 ·
1993 ·
1994 ·
1995 ·
1996 ·
1997 ·
1998 ·
1999 ·
2000 ·
2001 ·
2002 ·
2003 ·
2004 ·
2005 ·
2006 ·
2007 ·
2008 ·
2009 ·
2010 ·
2011 ·
2012 ·
2013 ·
2014 ·
2015 ·
2016 ·
2017 ·
2018 ·
2019 ·
2020 ·
2021 ·
2022 ·
2023 ·
2024 ·
2025